# Lista monumentelor istorice din județul Dolj

Simbol utilizat în România pentru monumentele istorice

Lista monumentelor istorice din județul Dolj cuprinde monumentele istorice din județul Dolj înscrise în Patrimoniul cultural național al României. Lista completă este menținută și actualizată periodic de către Ministerul Culturii, Cultelor și Patrimoniului Național din România, ultima versiune datând din 2015.

| Cod LMI                               | Denumire | Localitate                                        | Localizare | Datare, Creatori | Imagine               | Erori             |
| ------------------------------------- | --- | ------------------------------------------------- | --- | --- | --------------------- | ----------------- |
| DJ-I-s-B-07868 (RAN: 70575.01)        | Situl arheologic de la Almăj, punct „Școala Generală”                                                                      | sat Almăj; comuna Almăj                           | Punct „Școala Generală”, în vecinătatea școlii, pe un bot de deal, la 200 m V de biserica satului Almăj | | Încarcă foto \| video | Raportează eroare |
| DJ-I-m-B-07868.01 (RAN: 70575.01.02)  | Așezare | sat Almăj; comuna Almăj                           | Punct „Școala Generală”, în vecinătatea școlii, pe un bot de deal, la 197 m V de biserica satului Almăj | sec. II p. Chr., Epoca romană | Încarcă foto \| video | Raportează eroare |
| DJ-I-m-B-07868.02 (RAN: 70575.01.01)  | Așezare | sat Almăj; comuna Almăj                           | Punct „Școala Generală”, în vecinătatea școlii, pe un bot de deal, la 197 m V de biserica satului Almăj | Neolitic | Încarcă foto \| video | Raportează eroare |
| DJ-I-s-B-07870 (RAN: 70959.01)        | Așezare | sat Bârca; comuna Bârca                           | „La Carieră”, La Nord est de satul Bârca, la 800 m de șoseaua Cârna- Segarcea, în zona carierei de piatră | sec. II - IV p. Chr. | Încarcă foto \| video | Raportează eroare |
| DJ-I-s-A-07871 (RAN: 71484.01)        | Așezare | sat Bâzdâna; comuna Calopăr                       | „la Bâzdâna”, pe un bot de deal, la 500 m sud-vest de sat, plantație viță de vie | Perioada de tranziție la epoca bronzului, Cultura Coțofeni | Încarcă foto \| video | Raportează eroare |
| DJ-I-s-A-07872 (RAN: 71484.02)        | Situl arheologic de la Bâzdâna-Calopăr, punct „La Cucuioara”                                                               | sat Bâzdâna; comuna Calopăr                       | „la Cucuioara”, la 1 km nord-vest de satul Bâzdâna 44.15245°N 23.82788°E | | Încarcă foto \| video | Raportează eroare |
| DJ-I-m-A-07872.01 (RAN: 71484.02.02)  | Fortificație | sat Bâzdâna; comuna Calopăr                       | „la Cucuioara” | sec. XIV, Epoca medievală | Încarcă foto \| video | Raportează eroare |
| DJ-I-m-A-07872.02 (RAN: 71484.02.01)  | Cetate | sat Bâzdâna; comuna Calopăr                       | „la Cucuioara” | sec. IV-II a. Chr., Latène | Încarcă foto \| video | Raportează eroare |
| DJ-I-s-B-07873 (RAN: 72187.01)        | Așezare | sat Bobeanu; comuna Drăgotești                    | „Obștea Bobeanu”, la 1,7 km sud- vest de sat | | Încarcă foto \| video | Raportează eroare |
| DJ-I-s-B-07874 (RAN: 73941.01)        | Situl arheologic de la Robănești, punct „La Grădini”                                                                       | sat Bojoiu; comuna Robănești                      | punctul „la Grădini”, la 6 km de biserica din satul Pârșani pe malul de nord est al râului Teslui | | Încarcă foto \| video | Raportează eroare |
| DJ-I-m-B-07874.01                     | Așezare | sat Bojoiu; comuna Robănești                      | „La Grădini”, la distanță de 6 km de biserica din satul Pârșani, pe malul de nord-est al râului Teslui, extravilan, teren arabil | Epoca daco-romană | Încarcă foto \| video | Raportează eroare |
| DJ-I-m-B-07874.02 (RAN: 73941.01.01)  | Așezare | sat Bojoiu; comuna Robănești                      | „La Grădini”, la distanță de 6 km de biserica din satul Pârșani, pe malul de nord-est al râului Teslui, extravilan, teren arabil | Neolitic, Cultura Vinča - Dudești | Încarcă foto \| video | Raportează eroare |
| DJ-I-s-B-07875 (RAN: 70977.01)        | Cetate | sat Botoșești-Paia; comuna Botoșești-Paia         | punctul „Cetatea Micului”, la 2 km est de sat, extravilan; teren o parte pășune, o parte pădure | sec. I p. Chr., Latène târziu | Încarcă foto \| video | Raportează eroare |
| DJ-I-s-B-07876 (RAN: 70977.02)        | Situl arheologic de la Botoșești - Paia, punct „Piscul Cazacilor”                                                          | sat Botoșești-Paia; comuna Botoșești-Paia         | „Piscul Cazacilor”, la 3 km vest de sat, extravilan | | Încarcă foto \| video | Raportează eroare |
| DJ-I-m-B-07876.01 (RAN: 70977.02.02)  | Așezare | sat Botoșești-Paia; comuna Botoșești-Paia         | „Piscul cazacilor”, la 3 km vest de sat, extravilan, pe un bot de deal | sec. II - IV p. Chr. | Încarcă foto \| video | Raportează eroare |
| DJ-I-m-B-07876.02 (RAN: 70977.02.01)  | Cetate | sat Botoșești-Paia; comuna Botoșești-Paia         | „Piscul cazacilor”, la 3 km vest de sat, extravilan, pe un bot de deal | Latène | Încarcă foto \| video | Raportează eroare |
| DJ-I-s-B-07877 (RAN: 71073.01)        | Cetate | sat Brădeștii Bătrâni; comuna Brădești            | „Valea Rea”, la 500 m nord est de satul Valea Rea și la 3 km nord-vest de satul Brădești-Bătrâni, pe un bot de deal, teren arabil | sec. II - IV p. Chr. | Încarcă foto \| video | Raportează eroare |
| DJ-I-s-B-07879 (RAN: 69973.02)        | Așezare | sat Bucovăț; comuna Bucovăț                       | „La Jidovii” | sec. III-I a. Chr., Latène | Încarcă foto \| video | Raportează eroare |
| DJ-I-s-B-07881 (RAN: 73727.01)        | Așezarea fortificată de la Castrele Traiane                                                                                | sat Castrele Traiane; comuna Plenița              | „La Cetate”, la 300 m E de sat | Perioada de tranziție la epoca bronzului, Cultura Coțofeni | Încarcă foto \| video | Raportează eroare |
| DJ-I-s-B-07882 (RAN: 72114.01)        | Situl arheologic de la Căciulătești                                                                                        | sat Căciulătești; comuna Dobrești                 | „La Schitul Roaba”; „Dealul Lupului”, la 500 m N de localitatea Căciulătești, pe un bot de deal; teren arabil | | Încarcă foto \| video | Raportează eroare |
| DJ-I-m-B-07882.01 (RAN: 72114.01.02)  | Fortificație de pământ | sat Căciulătești; comuna Dobrești                 | „La Schitul Roaba”; „Dealul Lupului”, la 500 m N de localitatea Căciulătești, pe un bot de deal; teren arabil | sec. IV-II a. Chr., Latène | Încarcă foto \| video | Raportează eroare |
| DJ-I-m-B-07882.02 (RAN: 72114.01.01)  | Cetate | sat Căciulătești; comuna Dobrești                 | „La Schitul Roaba”; „Dealul Lupului”, la 500 m N de localitatea Căciulătești, pe un bot de deal; teren arabil | Epoca bronzului, Cultura Verbicioara | Încarcă foto \| video | Raportează eroare |
| DJ-I-s-B-07883 (RAN: 71901.01)        | Situl arheologic de la Cârcea, punct „La Guran”                                                                            | sat Cârcea; comuna Cârcea                         | „La Guran”, la 0,8 km. V de satul Cârcea, la 2,1 km. față de biserica din satul Cârcea; extravilan, teren arabil | sec. I-II p. Chr. | Încarcă foto \| video | Raportează eroare |
| DJ-I-s-A-07884 (RAN: 71901.02)        | Situl arheologic de la Cârcea, punct „La Eleșteu”                                                                          | sat Cârcea; comuna Cârcea                         | „La Eleșteu”, la 200 m S de sat | | Încarcă foto \| video | Raportează eroare |
| DJ-I-m-A-07884.01 (RAN: 71901.02.02)  | Așezare | sat Cârcea; comuna Cârcea                         | „La Eleșteu”, la 200 m S de sat | sec. II - IV p. Chr. | Încarcă foto \| video | Raportează eroare |
| DJ-I-m-A-07884.02 (RAN: 71901.02.01)  | Așezare fortificată | sat Cârcea; comuna Cârcea                         | „La Eleșteu”, la 200 m S de sat | Epoca bronzului | Încarcă foto \| video | Raportează eroare |
| DJ-I-s-B-07885 (RAN: 71901.03)        | Situl arheologic de la Cârcea, punct „La Hanuri”                                                                           | sat Cârcea; comuna Cârcea                         | „La Hanuri” la 50 m V de halta CFR Cârcea și 1,2 km de biserica din satul Cârcea; extravilan | | Încarcă foto \| video | Raportează eroare |
| DJ-I-m-B-07885.01                     | Situl arheologic de la Cârcea, punct „La Viaduct”, așezare și așezare fortificată                                          | sat Cârcea; comuna Cârcea                         | Punct La Viaduct, la 250 m nord-vest de halta CFR Cârcea, la distanta de 1,2 km de biserica din satul Cârcea | Epoca bronzului, epoca daco-romană | Încarcă foto \| video | Raportează eroare |
| DJ-I-s-A-07878 (RAN: 69973.01)        | Cetatea dacică Pelendava                                                                                                   | sat Cârligei; comuna Bucovăț                      | Punct Pelendava, la 250 m. SE de satul Cârligei, pe malul de vest al Jiului; extravilan; teren agricol 44.29125°N 23.70227°E | Latène | Încarcă foto \| video | Raportează eroare |
| DJ-I-s-A-07886                        | Situl arheologic de la Cioroiul Nou                                                                                        | sat Cioroiu Nou; comuna Cioroiași                 | „La Cetate”, La SE de satul Cioroiul Nou, la S de drumul Cioroiul Nou - Siliștea Crucii 44.05748°N 23.43565°E | sec. II p. Chr., Epoca romană | Alte imagini          | Raportează eroare |
| DJ-I-m-A-07886.01                     | Villa rustica | sat Cioroiu Nou; comuna Cioroiași                 | „La Cetate”, La SE de satul Cioroiul Nou, la S de drumul Cioroiul Nou - Siliștea Crucii 44.0575°N 23.43916°E | sec. II p. Chr. |                       | Raportează eroare |
| DJ-I-m-A-07886.02                     | Castru | sat Cioroiu Nou; comuna Cioroiași                 | „La Cetate”, La SE de satul Cioroiul Nou, la S de drumul Cioroiul Nou - Siliștea Crucii | sec. II p. Chr. |                       | Raportează eroare |
| DJ-I-s-B-07887 (RAN: 71554.01)        | Brazda lui Novac | sat Cleanov; comuna Carpen                        | Brazda lui Novac sau Troianul, la 0,8 km S de satul Cleanov | sec. IV |                       | Raportează eroare |
| DJ-I-s-A-07888 (RAN: 71929.01)        | Situl arheologic de la Coțofenii din Dos                                                                                   | sat Coțofenii din Dos; comuna Coțofenii din Dos   | „Dealul Botu Mare”; „Dealul Botu Mic”, la 3 km. V de satul Coțofenii din Dos 44.41861°N 23.63166°E | |                       | Raportează eroare |
| DJ-I-m-A-07888.01 (RAN: 71929.01.03)  | Cetate | sat Coțofenii din Dos; comuna Coțofenii din Dos   | „Dealul Botu Mare”; „Dealul Botu Mic”, la 3 km. V de satul Coțofenii din Dos | sec. V - II a. Chr., Latène | Încarcă foto \| video | Raportează eroare |
| DJ-I-m-A-07888.02 (RAN: 71929.01.02)  | Așezare | sat Coțofenii din Dos; comuna Coțofenii din Dos   | „Dealul Botu Mare”; „Dealul Botu Mic”, la 3 km. V de satul Coțofenii din Dos | Epoca bronzului timpuriu, Cultura Coțofeni; cultura Glina | Încarcă foto \| video | Raportează eroare |
| DJ-I-m-A-07888.03 (RAN: 71929.01.01)  | Așezare | sat Coțofenii din Dos; comuna Coțofenii din Dos   | „Dealul Botu Mare”; „Dealul Botu Mic”, la 3 km. V de satul Coțofenii din Dos | Neolitic | Încarcă foto \| video | Raportează eroare |
| DJ-I-s-A-07889 (RAN: 72043.01)        | Castrul roman de la Desa                                                                                                   | sat Desa; comuna Desa                             | „Castravița”, la 7 km SV de satul Desa, în dreptul ostrovului Acalia, borna fluvială 766 43.8264°N 22.94758°E | sec. III p. Chr. | Încarcă foto \| video | Raportează eroare |
| DJ-I-s-B-07890 (RAN: 72230.01)        | Situl arheologic de la Drănic                                                                                              | sat Drănic; comuna Drănic                         | „Recea”, la 1,2 km SE de satul Drănic, în vecinătatea șoselei Drănic-Padea; extravilan, pășune | | Încarcă foto \| video | Raportează eroare |
| DJ-I-m-B-07890.01 (RAN: 72230.01.02)  | Așezare | sat Drănic; comuna Drănic                         | „Recea”, la 1,2 km SE de satul Drănic, în vecinătatea șoselei Drănic-Padea; extravilan, pășune | sec. VIII - X, Epoca medievală timpurie | Încarcă foto \| video | Raportează eroare |
| DJ-I-m-B-07890.02 (RAN: 72230.01.01)  | Așezare | sat Drănic; comuna Drănic                         | „Recea”, la 1,2 km SE de satul Drănic, în vecinătatea șoselei Drănic-Padea; extravilan, pășune | sec. II - IV p. Chr. | Încarcă foto \| video | Raportează eroare |
| DJ-I-s-B-07891 (RAN: 72392.01)        | Villa rustica | sat Galicea Mare; comuna Galicea Mare             | la 1,8 km de biserica din Galicea Mare 44.0935°N 23.33139°E | sec. III - IV p. Chr. | Încarcă foto \| video | Raportează eroare |
| DJ-I-s-B-07892 (RAN: 73683.01)        | Așezarea de la Ghidici | sat Ghidici; comuna Ghidici                       | „La Sisică”; la distanță de 200 m S de fosta fermă zootehnică, la 250 m de cimitirul Ghidici; extravilan | Hallstatt; epoca bronzului | Încarcă foto \| video | Raportează eroare |
| DJ-I-s-B-07895 (RAN: 73148.01)        | Așezarea romană de la Godeni                                                                                               | sat Godeni; comuna Melinești                      | „La Pleașa”, la NE de satul Godeni, lângă cimitirul localității, spre Dealul Muierii; extravilan, pășune, parte teren cu plantație de vie | sec. II - III p. Chr. | Încarcă foto \| video | Raportează eroare |
| DJ-I-s-B-07896 (RAN: 73148.02)        | Așezarea de epoca bronzului de la Godeni                                                                                   | sat Godeni; comuna Melinești                      | „Piscul cu jidovii”, la 1,5 km. NE de satul Godeni; extravilan; pe un bot de deal, pe Dealul Muierii; teren acoperit de pădure | Epoca bronzului, Cultura Verbicioara | Încarcă foto \| video | Raportează eroare |
| DJ-I-s-A-07897 (RAN: 70254.01)        | Cetatea dacică de la Izvor                                                                                                 | sat Izvor; comuna Șimnicu de Sus                  | „La Cetate”, la 2,2 km. de satul Izvor; extravilan; pe un bot de deal, în zona unei pășuni | sec. I, Latène târziu | Încarcă foto \| video | Raportează eroare |
| DJ-I-s-B-07898 (RAN: 74402.01)        | Brazda lui Novac | sat Lazu; comuna Terpezița                        | la 0,8 km E de satul Lazu, în vecinătatea șoselei Lazu- Bucovăț, la nord de șosea | sec. IV p. Chr. | Încarcă foto \| video | Raportează eroare |
| DJ-I-s-B-07899 (RAN: 73978.01)        | Așezarea neolitică de la Lăcrița Mică                                                                                      | sat Lăcrița Mică; comuna Robănești                | „Dealul Cioban”, la 100 m. SE de satul Lăcrița Mică; extravilan; teren arabil | Neolitic, Cultura Cârcea | Încarcă foto \| video | Raportează eroare |
| DJ-I-s-B-07900 (RAN: 72935.01)        | Situl arheologic de la Leu                                                                                                 | sat Leu; comuna Leu                               | „Leul Mic”, „Albota”, „Modruz”, „Balta Lungă”, | | Încarcă foto \| video | Raportează eroare |
| DJ-I-m-B-07900.01 (RAN: 72935.01.01)  | Așezare | sat Leu; comuna Leu                               | „Leul Mic”, la 1,3 km V de sat, în două sectoare, aflate la 500 m unul de celălalt | sec. III - IV p. Chr. | Încarcă foto \| video | Raportează eroare |
| DJ-I-m-B-07900.02 (RAN: 72935.01.02)  | Așezare | sat Leu; comuna Leu                               | „Albota”, la 6,2 km NE de sat | sec. I - II p. Chr., Latène | Încarcă foto \| video | Raportează eroare |
| DJ-I-s-B-07901 (RAN: 73585.01)        | Situl arheologic de la Lișteava                                                                                            | sat Lișteava; comuna Ostroveni                    | „La Livezi”, la 500 m V de borna km 58 a șoselei Craiova - Bechet; la 2 km. N de satul Lișteava, în jurul unei râpe, acoperit de pădure | | Încarcă foto \| video | Raportează eroare |
| DJ-I-m-B-07901.01 (RAN: 73585.01.02)  | Așezare | sat Lișteava; comuna Ostroveni                    | „La Livezi”, la 500 m V de borna km 58 a șoselei Craiova - Bechet; la 2 km. N de satul Lișteava, în jurul unei râpe, acoperit de pădure | sec. X, Epoca medievală timpurie | Încarcă foto \| video | Raportează eroare |
| DJ-I-m-B-07901.02 (RAN: 73585.01.01)  | Necropolă | sat Lișteava; comuna Ostroveni                    | „La Livezi”, la 500 m V de borna km 58 a șoselei Craiova - Bechet; la 2 km. N de satul Lișteava, în jurul unei râpe, acoperit de pădure | Hallstatt | Încarcă foto \| video | Raportează eroare |
| DJ-I-s-A-07902 (RAN: 71992.01)        | Așezarea daco-romană de la Locusteni                                                                                       | sat Locusteni; comuna Daneți                      | „la Gropan”; la 5,5 km S de sat | sec. IV, Epoca post-romană | Încarcă foto \| video | Raportează eroare |
| DJ-I-s-B-07903 (RAN: 72481.01)        | Situl arheologic de la Nedeia                                                                                              | sat Nedeia; comuna Gighera                        | „Grindul cu oale”, la 1,2 km SV de sat | Epoca bronzului, Hallstatt | Încarcă foto \| video | Raportează eroare |
| DJ-I-m-B-07903.01 (RAN: 72481.01.02)  | Așezare | sat Nedeia; comuna Gighera                        | „Grindul cu oale”, la 1,2 km SV de sat | Hallstatt, Cultura Basarabi | Încarcă foto \| video | Raportează eroare |
| DJ-I-m-B-07903.02 (RAN: 72481.01.01)  | Așezare | sat Nedeia; comuna Gighera                        | „Grindul cu oale” la 1,2 km SV de sat | Epoca bronzului, Cultura Gârla Mare | Încarcă foto \| video | Raportează eroare |
| DJ-I-s-B-07904 (RAN: 72267.01)        | Situl arheologic de la Padea                                                                                               | sat Padea; comuna Drănic                          | „Zăgoreni”, la 3 km. NV de satul Padea; extravilan, teren arabil | | Încarcă foto \| video | Raportează eroare |
| DJ-I-m-B-07904.01 (RAN: 72267.01.02)  | Așezare | sat Padea; comuna Drănic                          | „Zăgoreni”, la 3 km NV de satul Padea; extravilan, teren arabil | sec VIII - X, Epoca medievală timpurie | Încarcă foto \| video | Raportează eroare |
| DJ-I-m-B-07904.02 (RAN: 72267.01.01)  | Așezare | sat Padea; comuna Drănic                          | „Zăgoreni”, la 3 km NV de satul Padea; extravilan, teren arabil | sec. I-III p. Chr., Epoca daco-romană | Încarcă foto \| video | Raportează eroare |
| DJ-I-s-B-07905 (RAN: 73638.01)        | Situl arheologic de la Pielești                                                                                            | sat Pielești; comuna Pielești                     | „La Oprescu”, la distanța de 0,8 km de biserica din Pielești; extravilan, teren arabil (pe același teren se suprapun patru așezări) | | Încarcă foto \| video | Raportează eroare |
| DJ-I-m-B-07905.01 (RAN: 73638.01.04)  | Așezare | sat Pielești; comuna Pielești                     | „La Oprescu”, la distanța de 0,9 km de biserica din Pielești; extravilan, teren arabil | sec. VIII-X | Încarcă foto \| video | Raportează eroare |
| DJ-I-m-B-07905.02 (RAN: 73638.01.03)  | Așezare | sat Pielești; comuna Pielești                     | „La Oprescu”, la distanța de 0,9 km de biserica din Pielești; extravilan, teren arabil | Hallstatt | Încarcă foto \| video | Raportează eroare |
| DJ-I-m-B-07905.03 (RAN: 73638.01.02)  | Așezare | sat Pielești; comuna Pielești                     | „La Oprescu”, la distanța de 0,9 km. de biserica din Pielești; extravilan, teren arabil | Epoca bronzului | Încarcă foto \| video | Raportează eroare |
| DJ-I-m-B-07905.04 (RAN: 73638.01.01)  | Așezare | sat Pielești; comuna Pielești                     | „La Oprescu”, la distanța de 0,9 km de biserica din Pielești; extravilan, teren arabil | Neolitic | Încarcă foto \| video | Raportează eroare |
| DJ-I-s-B-07906 (RAN: 74055.01)        | Așezare | sat Plopșor; comuna Sălcuța                       | „Piscul Cornișorului”, la 2,5 km NE de biserica din localitatea Plopșor, la 1 km.N de localitatea Sălcuța; pășune | Neolitic, Cultura Sălcuța | Încarcă foto \| video | Raportează eroare |
| DJ-I-s-B-07907 (RAN: 74055.02)        | Brazda lui Novac | sat Plopșor; comuna Sălcuța                       | situl „Toporașul” la 1,2 km V de satul Plopșor | Epoca romană | Încarcă foto \| video | Raportează eroare |
| DJ-I-s-B-07908 (RAN: 70931.01)        | Castrele romane de la Plosca                                                                                               | sat Plosca; comuna Bistreț                        | la 8,2 km de satul Plosca; extravilan, teren pădure; (castrul roman de pământ se suprapune cu castrul roman de piatră) 43.81908°N 23.54808°E | | Încarcă foto \| video | Raportează eroare |
| DJ-I-m-B-07908.01                     | Castrul roman de la Plosca                                                                                                 | sat Plosca; comuna Bistreț                        | la 8,2 km de satul Plosca; extravilan, teren pădure; (castrul roman de pământ se suprapune cu castrul roman de piatră) | Epoca romană | Încarcă foto \| video | Raportează eroare |
| DJ-I-m-B-07908.02                     | Castru de piatră | sat Plosca; comuna Bistreț                        | la 8,2 km de satul Plosca; extravilan, teren pădure; (castrul roman de piatră se suprapune cu castrul roman de pământ) | Epoca romană | Încarcă foto \| video | Raportează eroare |
| DJ-I-s-B-07893 (RAN: 72542.01)        | Așezarea de la Giurgița | sat Portărești; comuna Giurgița                   | La 2,6 km NV de satul Portărești, în imediata apropiere a necropolei hallstattiene; în vecinătatea fostei ferme nr. 3 a IAS Segarcea; extravilan; teren arabil | Hallstatt | Încarcă foto \| video | Raportează eroare |
| DJ-I-s-B-07894 (RAN: 72542.02)        | Situl arheologic Cetatea de la Portărești                                                                                  | sat Portărești; comuna Giurgița                   | „La Dârvari”, la 2,6 km NV de satul Portărești, în vecinătatea fostei ferme nr. 3 a IAS Segarcea; teren extravilan, teren agricol | | Încarcă foto \| video | Raportează eroare |
| DJ-I-m-B-07894.01 (RAN: 72542.02.02)  | Cimitir | sat Portărești; comuna Giurgița                   | „La Dârvari”, la 2,6 km NV de satul Portărești, în vecinătatea fostei ferme nr. 3 a IAS Segarcea; teren extravilan, teren agricol | sec. XIV, Epoca medievală | Încarcă foto \| video | Raportează eroare |
| DJ-I-m-B-07894.02 (RAN: 72542.02.01)  | Necropola tumulară | sat Portărești; comuna Giurgița                   | „La Dârvari”, la 2,6 km NV de satul Portărești, în vecinătatea fostei ferme nr. 3 a IAS Segarcea; teren extravilan, teren agricol | Hallstatt | Încarcă foto \| video | Raportează eroare |
| DJ-I-s-B-07909 (RAN: 71947.01)        | Așezarea romană de la Potmelțu                                                                                             | sat Potmelțu; comuna Coțofenii din Dos            | „Botu Cetății”, la 2 km NV de satul Potmelțu; la distanța de 16 733 m. de biserica din satul Coțofenii din Dos; teren arabil, pășune | sec. II p. Chr. | Încarcă foto \| video | Raportează eroare |
| DJ-I-s-B-07910 (RAN: 70664.01)        | Așezarea de la Prapor | sat Prapor; comuna Amărăștii de Jos               | „La Delnița”, „La Planiște”, la 200 m S de satul Prapor, la distanța de 1,2 km de biserica din satul Prapor; extravilan, teren arabil | sec. III - IV p. Chr. | Încarcă foto \| video | Raportează eroare |
| DJ-I-s-B-07880 (RAN: 71581.01)        | Situl arheologic de la Castranova                                                                                          | sat Puțuri; comuna Castranova                     | „Valea Fântânii”, la 4 km NE de satul Puțuri (spre satul Zănoaga, în jurul unei fântâni cu cumpănă) extravilan; teren arabil | | Încarcă foto \| video | Raportează eroare |
| DJ-I-m-B-07880.01 (RAN: 71581.01.02)  | Așezare | sat Puțuri; comuna Castranova                     | „Valea Fântânii”, la 4 km NE de satul Puțuri (spre satul Zănoaga, în jurul unei fântâni cu cumpănă); extravilan; teren arabil | sec. II - IV p. Chr. | Încarcă foto \| video | Raportează eroare |
| DJ-I-m-B-07880.02 (RAN: 71581.01.01)  | Așezare | sat Puțuri; comuna Castranova                     | „Valea Fântânii”, la 4 km NE de satul Puțuri (spre satul Zănoaga, în jurul unei fântâni cu cumpănă); extravilan; teren arabil | Epoca bronzului timpuriu, Cultura Coțofeni | Încarcă foto \| video | Raportează eroare |
| DJ-I-s-B-07911 (RAN: 71108.01)        | Așezarea romană de la Răcarii de Jos                                                                                       | sat Răcarii de Jos; comuna Brădești               | la 150 m SV de gara CFR Răcari | sec. II p. Chr. | Încarcă foto \| video | Raportează eroare |
| DJ-I-s-B-07912 (RAN: 71108.02)        | Castrul de la Răcarii de Jos                                                                                               | sat Răcarii de Jos; comuna Brădești               | La gara CFR Răcari 44.51416°N 23.57194°E | sec. II p. Chr. |                       | Raportează eroare |
| DJ-I-s-B-07913 (RAN: 70085.01)        | Așezarea medieval timpurie de la Rovine                                                                                    | sat Rovine; municipiul Craiova                    | la 300 m SE de satul Rovine, la distanță de 1,6 km de biserica din satul Cernele; la SV de drumul Cernele-Rovine; extravilan, teren arabil | sec. VIII - X | Încarcă foto \| video | Raportează eroare |
| DJ-I-s-B-07914 (RAN: 74251.01)        | Situl arheologic de la Sopot                                                                                               | sat Sârsca; comuna Sopot                          | la V de satul Sârsca, la distanța de 2,6 km de biserica din satul Milovanu; extravilan; pe un bot de deal; teren arabil-pășune (pe același teren se suprapun două așezări) | | Încarcă foto \| video | Raportează eroare |
| DJ-I-m-B-07914.01 (RAN: 74251.01.02)  | Așezare | sat Sârsca; comuna Sopot                          | la V de satul Sârsca, la distanța de 2,6 km de biserica din satul Milovanu; extravilan; pe un bot de deal; teren arabil-pășune (pe același teren se suprapun două așezări) | Perioada de tranziție la epoca bronzului, Cultura Coțofeni | Încarcă foto \| video | Raportează eroare |
| DJ-I-m-B-07914.02 (RAN: 74251.01.01)  | Așezare | sat Sârsca; comuna Sopot                          | la V de satul Sârsca, la distanță de 2,6 km de biserica din satul Milovanu; extravilan; pe un bot de deal; teren arabil-pășune (pe același teren se suprapun două așezări) | Neolitic | Încarcă foto \| video | Raportează eroare |
| DJ-I-s-B-07915 (RAN: 74368.01)        | Brazda lui Novac | sat Terpezița; comuna Terpezița                   | „La Mese” în vecinătateade NV a satului Terpezița | | Încarcă foto \| video | Raportează eroare |
| DJ-I-s-B-07916 (RAN: 74590.01)        | Cetate | sat Valea Stanciului; comuna Valea Stanciului     | „La Vracea” la 0,8 km N de satul Valea Stanciului, la distanțade 0,87 km de biserica din satul Țugurești; extravilan, teren arabil | sec. I p. Chr. | Încarcă foto \| video | Raportează eroare |
| DJ-I-s-A-07917 (RAN: 74723.01)        | Așezarea fortificată de epoca bronzului de la Verbicioara                                                                  | sat Verbicioara; comuna Verbița                   | „La Cetate”, la 300 m NE de sat | Epoca bronzului, Cultura Verbicioara | Încarcă foto \| video | Raportează eroare |
| DJ-I-s-B-07918 (RAN: 74714.01)        | Situl arheologic de la Verbița                                                                                             | sat Verbița; comuna Verbița                       | „Eleșteu”, la 3 km de biserica din sat | | Încarcă foto \| video | Raportează eroare |
| DJ-I-m-B-07918.01 (RAN: 74714.01.02)  | Așezare | sat Verbița; comuna Verbița                       | „Eleșteu”, la 3 km de biserica din sat | sec. IV p. Chr. | Încarcă foto \| video | Raportează eroare |
| DJ-I-m-B-07918.02 (RAN: 74714.01.01)  | Așezare | sat Verbița; comuna Verbița                       | „Eleșteu”, la 3 km de biserica din sat | Neolitic | Încarcă foto \| video | Raportează eroare |
| DJ-I-s-B-07919                        | Situl arheologic de la Viișoara Moșneni                                                                                    | sat Viișoara Moșneni; comuna Teslui               | „La Cetate” sau „La Năsipi”, la 1 km. N de satul Viișoara Moșneni; extravilan; pe un bot de deal, teren arabil | | Încarcă foto \| video | Raportează eroare |
| DJ-I-m-B-07919.01                     | Așezare | sat Viișoara Moșneni; comuna Teslui               | „La Cetate” sau „La Năsipi”, la 1 km. N de satul Viișoara Moșneni; extravilan; pe un bot de deal, teren arabil | sec. II p. Chr. | Încarcă foto \| video | Raportează eroare |
| DJ-I-m-B-07919.02                     | Așezare fortificată | sat Viișoara Moșneni; comuna Teslui               | „La Cetate” sau „La Năsipi”, la 1 km. N de satul Viișoara Moșneni; extravilan; pe un bot de deal, teren arabil | sec. II p. Chr. | Încarcă foto \| video | Raportează eroare |
| DJ-I-s-B-07921 (RAN: 71046.01)        | Cetatea geto-dacică de la Voița                                                                                            | sat Voița; comuna Brabova                         | „La Cetate”, la 1 km S de satul Brabova | sec. I p. Chr. | Încarcă foto \| video | Raportează eroare |
| DJ-I-s-B-07922 (RAN: 72944.01)        | Așezarea daco-romană de la Zănoaga                                                                                         | sat Zănoaga; comuna Leu                           | La 500 m de ieșirea din satul Zănoaga; la 200 m S de șoseaua Caracal-Craiova; la distanța de 1,3 km de biserica din satul Zănoaga; suprafața ocupată 22160 m; extravilan, teren arabil | sec. II p. Chr. | Încarcă foto \| video | Raportează eroare |
| DJ-I-s-B-07869 (RAN: 70682.01)        | Așezare | sat Zvorsca; comuna Amărăștii de Sus              | „Bujorana” la 1,5 km NV de satul Zvorsca; la distanța de 5,7 km de biserica din satul Amărăștii de Sus; la S de canalul de fugă extravilan; teren arabil | sec. II - IV p. Chr. | Încarcă foto \| video | Raportează eroare |
| DJ-II-m-B-07923                       | Biserica „Sf. Împărați” | municipiul Craiova                                | Cartier Cernele | 1813 | Încarcă foto \| video | Raportează eroare |
| DJ-II-a-A-08068                       | Centrul istoric al municipiului Craiova                                                                                    | municipiul Craiova                                | Perimetru delimitat de străzile (cu includerea ambelor fronturi): - la NORD: C. Brâncuși, Șerban Vodă, Păltiniș, Principatele Unite, Calea București, Bd. Carol I, str. România Muncitoare, C. Rădulescu Motru, 13 Septembrie, Împăratul Traian - la EST: str. Ulmului. - la SUD, SUD-EST: str. T. Vladimirescu, Arieș, Bujorului, Al. Macedonski, S. Bărnuțiu, Calea Unirii. - la VEST, NORD-VEST: str. Gh. Doja, Matei Basarab, Câmpia Izlaz, Madona Dudu, Brândușa, Libertății, Brestei, Dumbrăveni, Iancu Jianu, G. Enescu, Amaradia. | sec. XV; sec. XVIII - XIX |                       | Raportează eroare |
| DJ-II-m-B-07925                       | Casa Geblescu | municipiul Craiova                                | Str. 13 Septembrie 2 | înc. sec. XIX | Încarcă foto \| video | Raportează eroare |
| DJ-II-m-B-07926                       | Casa Dianu | municipiul Craiova                                | Str. 24 Ianuarie 4 | 1900-1905 |                       | Raportează eroare |
| DJ-II-m-B-07927                       | Blocul „Casa Albă” | municipiul Craiova                                | Str. Aman Theodor 1 44.31841°N 23.79681°E | 1920-1922 |                       | Raportează eroare |
| DJ-II-m-B-07928                       | Casă | municipiul Craiova                                | Str. Aman Theodor 10 44.31668°N 23.79737°E | sec. XIX |                       | Raportează eroare |
| DJ-II-m-B-07929                       | Casa Dumitru Ghizdăvescu                                                                                                   | municipiul Craiova                                | Str. Amaradiei 3 | 1911-1913 | Încarcă foto \| video | Raportează eroare |
| DJ-II-a-B-07930                       | Ansamblul bisericii „Sf. Nicolae” - Amaradia (Belivacă)                                                                    | municipiul Craiova                                | Str. Amaradiei 17 | 1794 | Alte imagini          | Raportează eroare |
| DJ-II-m-B-07930.01                    | Biserica „Sf. Nicolae”-Amaradia (Belivacă)                                                                                 | municipiul Craiova                                | Str. Amaradiei 17 | 1794 |                       | Raportează eroare |
| DJ-II-m-B-07930.02                    | Turn de intrare | municipiul Craiova                                | Str. Amaradiei 17 | 1794 |                       | Raportează eroare |
| DJ-II-m-B-07931 (RAN: 69919.17)       | Biserica „Sf. Gheorghe-Vechi”, „Cuvioasa Paraschiva”                                                                       | municipiul Craiova                                | Str. Arieș 9 44.31621°N 23.80182°E | 1730-1731 |                       | Raportează eroare |
| DJ-II-m-B-07932                       | Casă parohială | municipiul Craiova                                | Str. Arieș 31 | mijl. sec. XIX | Încarcă foto \| video | Raportează eroare |
| DJ-II-m-B-07933                       | Biserica „Sf. Ioan Botezătorul” - Hera                                                                                     | municipiul Craiova                                | Str. Arieș 33 | 1813 | Încarcă foto \| video | Raportează eroare |
| DJ-II-m-B-07934                       | Casă | municipiul Craiova                                | Str. Arieș 34 | sf. sec. XX | Încarcă foto \| video | Raportează eroare |
| DJ-II-m-B-08014                       | Casa Marcu | municipiul Craiova                                | Str. Avram Iancu 11 44.32521°N 23.79827°E | 1911 |                       | Raportează eroare |
| DJ-II-m-B-20122                       | Casa Cioroianu | municipiul Craiova                                | Str. Avram Iancu 18 (14) 44.32584°N 23.79817°E | înc. sec. XX |                       | Raportează eroare |
| DJ-II-m-B-07935                       | Casa Cănciulescu | municipiul Craiova                                | Str. Bărnuțiu Simion 2, colț cu str. 24 Ianuarie nr. 10 44.3141°N 23.79942°E | sec. XX |                       | Raportează eroare |
| DJ-II-m-B-07936                       | Casa Gârleșteanu | municipiul Craiova                                | Str. Bărnuțiu Simion 9 | sec. XIX |                       | Raportează eroare |
| DJ-II-m-B-07937                       | Casa Papazoglu | municipiul Craiova                                | Str. Bărnuțiu Simion 11 44.31234°N 23.79859°E | mijl. sec. XIX |                       | Raportează eroare |
| DJ-II-m-B-07938                       | Casa Celăreanu | municipiul Craiova                                | Str. Bărnuțiu Simion 14 | înc. sec. XX | Încarcă foto \| video | Raportează eroare |
| DJ-II-m-B-07939                       | Casa Demetrescu | municipiul Craiova                                | Str. Bărnuțiu Simion 15 44.31673°N 23.80116°E | sf. sec. XIX |                       | Raportează eroare |
| DJ-II-m-B-07940                       | Casa dr. Mendel | municipiul Craiova                                | Str. Bărnuțiu Simion 27 | sf. sec. XIX |                       | Raportează eroare |
| DJ-II-m-B-07941                       | Casa Foray | municipiul Craiova                                | Str. Bărnuțiu Simion 33 | sf. sec. XIX | Încarcă foto \| video | Raportează eroare |
| DJ-II-m-B-07942                       | Casa Măcescu | municipiul Craiova                                | Str. Bărnuțiu Simion 34 | sf. sec. XIX |                       | Raportează eroare |
| DJ-II-m-B-07943                       | Casă | municipiul Craiova                                | Str. Bărnuțiu Simion 36-B | 1911 |                       | Raportează eroare |
| DJ-II-m-B-07944                       | Casă | municipiul Craiova                                | Str. Bărnuțiu Simion 38-A | 1911 |                       | Raportează eroare |
| DJ-II-a-B-07945                       | Spitalul Filantropia | municipiul Craiova                                | Str. Brâncuși Constantin 3, 6, 8 | mijl. sec. XIX | Încarcă foto \| video | Raportează eroare |
| DJ-II-m-B-07945.01                    | Spitalul Filantropia - Pavilionul administrativ                                                                            | municipiul Craiova                                | Str. Brâncuși Constantin 3 | mijl. sec. XIX | Încarcă foto \| video | Raportează eroare |
| DJ-II-m-B-07945.02                    | Spitalul Filantropia - Pavilionul staționar C                                                                              | municipiul Craiova                                | Str. Brâncuși Constantin 6 | mijl. sec. XIX | Încarcă foto \| video | Raportează eroare |
| DJ-II-m-B-07945.03                    | Casa Aurel Constantinescu                                                                                                  | municipiul Craiova                                | Str. Brâncuși Constantin 8 | mijl. sec. XIX | Încarcă foto \| video | Raportează eroare |
| DJ-II-m-B-07946                       | Casa Ghizdăvescu | municipiul Craiova                                | Str. Brâncuși Constantin 31 | 1911-1912 | Încarcă foto \| video | Raportează eroare |
| DJ-II-m-B-07947 (RAN: 69919.12)       | Biserica „Sf. Nicolae”, „Sf. Paraschiva” - Brândușa                                                                        | municipiul Craiova                                | Str. Brândușa 12 44.318°N 23.7887°E | 1793 |                       | Raportează eroare |
| DJ-II-m-B-07948                       | Casă | municipiul Craiova                                | Str. Brândușa 14 44.31784°N 23.78935°E | mijl. sec. XIX |                       | Raportează eroare |
| DJ-II-m-B-07949                       | Sala de sport, fosta Uzină Electrică                                                                                       | municipiul Craiova                                | Str. Brestei 2 | 1885-1887 | Încarcă foto \| video | Raportează eroare |
| DJ-II-m-A-07950 (RAN: 69919.11)       | Casa Glogoveanu, azi Tribunalul Dolj                                                                                       | municipiul Craiova                                | Str. Brestei 12 44.32174°N 23.78851°E | 1802, pe temelii de sec. XVIII; extinderi 1908, 1918 | Încarcă foto \| video | Raportează eroare |
| DJ-II-m-B-07951                       | Casa Bengescu | municipiul Craiova                                | Str. Brestei 24 | sf. sec. XIX, petemelii șipivnițedesec. XVIII | Încarcă foto \| video | Raportează eroare |
| DJ-II-m-B-07952                       | Casa Teianu | municipiul Craiova                                | Str. Brestei 42 | 1850-1860 | Încarcă foto \| video | Raportează eroare |
| DJ-II-m-B-07953                       | Casă | municipiul Craiova                                | Str. Bucovăț 3 | sf. sec. XIX | Încarcă foto \| video | Raportează eroare |
| DJ-II-m-B-07954                       | Secția de producție a MAT Craiova, fosta Fabrică Hoffenschranz                                                             | municipiul Craiova                                | Str. Bucovăț 24 | 1877 | Încarcă foto \| video | Raportează eroare |
| DJ-II-m-B-07956                       | Casa Cernătescu-Cârlogani                                                                                                  | municipiul Craiova                                | Calea București 15 | 1860 | Încarcă foto \| video | Raportează eroare |
| DJ-II-m-B-07955                       | Hala alimentară | municipiul Craiova                                | Calea București 51, Piața Centrală | 1903 | Încarcă foto \| video | Raportează eroare |
| DJ-II-m-B-07957                       | Facultatea de Mecanică a Universității din Craiova, fosta Școala Normală de Băieți                                         | municipiul Craiova                                | Calea București 107 | 1893 | Încarcă foto \| video | Raportează eroare |
| DJ-II-m-B-07958                       | Casa Borcea | municipiul Craiova                                | Str. Bujorului 5 | înc. sec. XX | Încarcă foto \| video | Raportează eroare |
| DJ-II-m-B-07959                       | Casa Năiculescu | municipiul Craiova                                | Str. Bujorului 10 | înc. sec. XX | Încarcă foto \| video | Raportează eroare |
| DJ-II-m-B-07960                       | Casa Barbu Drugă | municipiul Craiova                                | Str. Bujorului 12 | înc. sec. XX | Încarcă foto \| video | Raportează eroare |
| DJ-II-m-B-07961                       | Casă | municipiul Craiova                                | Str. Bujorului 20 44.31153°N 23.7995°E | sf. sec. XIX |                       | Raportează eroare |
| DJ-II-m-B-07962                       | Casa Homeag | municipiul Craiova                                | Str. Carada Eugeniu 4 | sf. sec. XIX | Încarcă foto \| video | Raportează eroare |
| DJ-II-m-B-07963                       | Casă | municipiul Craiova                                | Str. Carada Eugeniu 6 | 1900-1915 | Încarcă foto \| video | Raportează eroare |
| DJ-II-m-B-07964                       | Casa Poenaru | municipiul Craiova                                | Str. Carada Eugeniu 10 44.31572°N 23.80086°E | înc. sec. XX |                       | Raportează eroare |
| DJ-II-m-B-07965                       | Casa Stănoiu | municipiul Craiova                                | Str. Carada Eugeniu 18 | sf. sec. XIX | Încarcă foto \| video | Raportează eroare |
| DJ-II-m-B-07966                       | Casa Potârcă | municipiul Craiova                                | Str. Carada Eugeniu 23 | sf. sec. XIX | Încarcă foto \| video | Raportează eroare |
| DJ-II-m-B-07968                       | Casa Pașcu | municipiul Craiova                                | Bd. Carol I 5 | 1890 | Încarcă foto \| video | Raportează eroare |
| DJ-II-m-B-07967                       | Casă | municipiul Craiova                                | Str. Carol I 3 | 1903 | Încarcă foto \| video | Raportează eroare |
| DJ-II-m-B-07969                       | Casă | municipiul Craiova                                | Str. Carp Petre 11 | mijl. sec. XIX | Încarcă foto \| video | Raportează eroare |
| DJ-II-m-B-07970                       | Casă | municipiul Craiova                                | Str. Carp Petre 13 | 1910 | Încarcă foto \| video | Raportează eroare |
| DJ-II-m-B-07971                       | Casa Vilneff | municipiul Craiova                                | Str. Carp Petre 21 | înc. sec. XX | Încarcă foto \| video | Raportează eroare |
| DJ-II-m-B-07972                       | Casa Hori | municipiul Craiova                                | Str. Câmpia Islaz 27 | sf. sec. XIX | Încarcă foto \| video | Raportează eroare |
| DJ-II-m-B-07973                       | Atelierul didactic al Universității din Craiova, fost Fabrica de motoare A. Weichmann                                      | municipiul Craiova                                | Str. Câmpia Islaz 89 | mijl. sec. XIX | Încarcă foto \| video | Raportează eroare |
| DJ-II-m-B-07974                       | Biserica „Sf. Nicolae - Craiovița”                                                                                         | municipiul Craiova                                | Str. Craiovița 22 | 1770 | Încarcă foto \| video | Raportează eroare |
| DJ-II-m-B-07975 (RAN: 69919.14)       | Biserica „Sf. Ioachim, Sf. Ana și Sf. Haralambie”                                                                          | municipiul Craiova                                | Str. Criveanu Nifon, Mitropolit 17 | 1802-1806 | Încarcă foto \| video | Raportează eroare |
| DJ-II-m-B-07977                       | Fostul Hotel Pallace, azi pavilionul administrativ al Primăriei Craiova                                                    | municipiul Craiova                                | Str. Cuza Alexandru Ioan 1 44.31841°N 23.79477°E | 1900-1905 Otto Hesselmann-Carada (arhitect) |                       | Raportează eroare |
| DJ-II-m-B-07976                       | Cinematograful „Jean Negulescu”                                                                                            | municipiul Craiova                                | Str. Cuza Alexandru Ioan 3 | înc. sec. XX | Încarcă foto \| video | Raportează eroare |
| DJ-II-m-B-07978                       | Casa Dianu | municipiul Craiova                                | Str. Cuza Alexandru Ioan 6 | 1912-1914 | Încarcă foto \| video | Raportează eroare |
| DJ-II-m-A-07979                       | Palatul Banca Comerțului, azi Primăria municipiului Craiova                                                                | municipiul Craiova                                | Str. Cuza Alexandru Ioan 7 44.31839°N 23.79647°E | 1916 Ion Mincu (arhitect) | Alte imagini          | Raportează eroare |
| DJ-II-m-A-07980                       | Palatul de Justiție, azi Universitatea din Craiova (rectoratul)                                                            | municipiul Craiova                                | Str. Cuza Alexandru Ioan 13 44.31848°N 23.80014°E | 1880, extindere 1930, 1970 Ion N. Socolescu (arhitect) | Alte imagini          | Raportează eroare |
| DJ-II-a-B-07981                       | Ansamblul bisericii „Toți Sfinții” - Hagi Enuș                                                                             | municipiul Craiova                                | Str. Cuza Alexandru Ioan 21 44.31806°N 23.80478°E | 1792, ref. la 1869 |                       | Raportează eroare |
| DJ-II-m-B-07981.01                    | Biserica „Toți Sfinții” - Hagi Enuș                                                                                        | municipiul Craiova                                | Str. Cuza Alexandru Ioan 21 44.31811°N 23.80476°E | 1792 |                       | Raportează eroare |
| DJ-II-m-B-07981.02                    | Turn clopotniță | municipiul Craiova                                | Str. Cuza Alexandru Ioan 21 44.31764°N 23.80491°E | 1792 |                       | Raportează eroare |
| DJ-II-m-B-07982                       | Casa Traian Nicolescu | municipiul Craiova                                | Str. Dealul Spirii 5-7 | înc. sec. XX |                       | Raportează eroare |
| DJ-II-m-B-07983                       | Casa Ștefan Popescu | municipiul Craiova                                | Str. Dragalina Ioan, General 1 | 1907 | Încarcă foto \| video | Raportează eroare |
| DJ-II-m-B-07984                       | Casa Becherescu | municipiul Craiova                                | Str. Dragalina Ioan, General 2 | înc. sec. XX | Încarcă foto \| video | Raportează eroare |
| DJ-II-m-B-07985                       | Casa Stavrache | municipiul Craiova                                | Str. Dragalina Ioan, General 55 | mijl. sec. XIX | Încarcă foto \| video | Raportează eroare |
| DJ-II-a-B-07986                       | Ansamblul bisericii „Adormirea Maicii Domnului” și „Sf. Pantelimon” - Madona-Oota                                          | municipiul Craiova                                | Str. Dragalina Ioan, General 115 | 1813 | Încarcă foto \| video | Raportează eroare |
| DJ-II-m-B-07986.01                    | Biserica „Adormirea Maicii Domnului” și „Sf. Pantelimon” - Madona - Oota                                                   | municipiul Craiova                                | Str. Dragalina Ioan, General 115 | 1813 | Încarcă foto \| video | Raportează eroare |
| DJ-II-m-B-07986.02                    | Casa parohială | municipiul Craiova                                | Str. Dragalina Ioan, General 115 | 1925 | Încarcă foto \| video | Raportează eroare |
| DJ-II-m-B-07986.03                    | Turnul clopotniță | municipiul Craiova                                | Str. Dragalina Ioan, General 115 | 1813 | Încarcă foto \| video | Raportează eroare |
| DJ-II-m-B-07987                       | Capela „Sf. Maria” | municipiul Craiova                                | Str. Enescu George, În cimitirul Sineasca | 1900 |                       | Raportează eroare |
| DJ-II-m-B-07988                       | Casă | municipiul Craiova                                | Str. Enescu George 1 | mijl. sec. XIX | Încarcă foto \| video | Raportează eroare |
| DJ-II-m-B-07989                       | Casa Aldea | municipiul Craiova                                | Str. Enescu George 2 | mijl. sec. XIX | Încarcă foto \| video | Raportează eroare |
| DJ-II-m-B-07990                       | Casa Ciochia | municipiul Craiova                                | Str. Enescu George 3 | mijl. sec. XIX | Încarcă foto \| video | Raportează eroare |
| DJ-II-m-B-07991                       | Spitalul Filantropia | municipiul Craiova                                | Bd. Filantropiei 1 | 1853, extindere 1867 | Încarcă foto \| video | Raportează eroare |
| DJ-II-m-B-07992                       | Biserica „Sf. Mina” - Pătru Boj                                                                                            | municipiul Craiova                                | Str. Filantropiei 2 | 1731, pe locul unei biserici de lemn | Încarcă foto \| video | Raportează eroare |
| DJ-II-m-B-07993                       | Pavilionul administrativ al Grupului de Pompieri „Oltenia”                                                                 | municipiul Craiova                                | Str. Fortunescu C. D. 2 | înc. sec. XIX | Încarcă foto \| video | Raportează eroare |
| DJ-II-m-B-07994                       | Casa Demetrescu | municipiul Craiova                                | Str. Fortunescu C. D. 7 | mijl. sec. XIX | Încarcă foto \| video | Raportează eroare |
| DJ-II-m-B-07995                       | Casa Imrea | municipiul Craiova                                | Str. Fortunescu C. D. 8 | mijl. sec. XIX | Încarcă foto \| video | Raportează eroare |
| DJ-II-m-B-07996                       | Casa Geblescu | municipiul Craiova                                | Str. Fortunescu C. D. 11 | mijl. sec. XIX | Încarcă foto \| video | Raportează eroare |
| DJ-II-m-B-07997                       | Casa Carianopol | municipiul Craiova                                | Str. Fortunescu C. D. 15 | înc. sec. XX | Încarcă foto \| video | Raportează eroare |
| DJ-II-m-B-07998                       | Casă | municipiul Craiova                                | Str. Frații Buzești 5 | sf. sec. XIX | Încarcă foto \| video | Raportează eroare |
| DJ-II-m-B-07999                       | Casa Dinopol | municipiul Craiova                                | Str. Frații Buzești 8 44.3154°N 23.79921°E | sf. sec. XIX | Alte imagini          | Raportează eroare |
| DJ-II-m-B-08000                       | Casă | municipiul Craiova                                | Str. Frații Buzești 1 44.31697°N 23.79902°E | înc. sec. XX |                       | Raportează eroare |
| DJ-II-m-B-08001 (RAN: 69919.09)       | Biserica „Sf. Arhangheli Mihail și Gavril”                                                                                 | municipiul Craiova                                | Str. Frații Buzești 2 44.31413°N 23.79915°E | 1785-1797, pe temelii de sec. XVI | Alte imagini          | Raportează eroare |
| DJ-II-m-B-08002                       | Hotel „Metropol” | municipiul Craiova                                | Str. Frații Buzești 4-6 44.31593°N 23.7992°E | 1863-1865 | Alte imagini          | Raportează eroare |
| DJ-II-m-B-08003                       | Casă | municipiul Craiova                                | Str. Frații Buzești 7 | sf. sec. XIX | Încarcă foto \| video | Raportează eroare |
| DJ-II-m-B-08004                       | Casă | municipiul Craiova                                | Str. Frații Buzești 9 | sf. sec. XIX | Încarcă foto \| video | Raportează eroare |
| DJ-II-a-A-08005                       | Ansamblul Arhiepiscopiei Craiovei și Mitropoliei Olteniei                                                                  | municipiul Craiova                                | Str. Frații Buzești 10 44.31494°N 23.79909°E | 1780 |                       | Raportează eroare |
| DJ-II-m-A-08005.01                    | Biserica de lemn „Toți Sfinții” - Tălpășești                                                                               | municipiul Craiova                                | Str. Frații Buzești 10 | 1780 | Încarcă foto \| video | Raportează eroare |
| DJ-II-m-A-08005.02                    | Casa Vorvoreanu (Palatul mitropolitan)                                                                                     | municipiul Craiova                                | Str. Frații Buzești 10 | 1905 |                       | Raportează eroare |
| DJ-II-m-B-08006                       | Casă | municipiul Craiova                                | Str. Frații Buzești 11 | sf. sec. XIX | Încarcă foto \| video | Raportează eroare |
| DJ-II-m-B-08007                       | Casa Gogol | municipiul Craiova                                | Str. Frații Buzești 12 | sf. sec. XIX |                       | Raportează eroare |
| DJ-II-m-B-08008                       | Casă | municipiul Craiova                                | Str. Frații Buzești 13 | sf. sec. XIX | Încarcă foto \| video | Raportează eroare |
| DJ-II-m-B-08009                       | Casa Puiu Pleșia, azi Curtea de Conturi Dolj                                                                               | municipiul Craiova                                | Str. Frații Buzești 21 44.3154°N 23.79921°E | 1915 |                       | Raportează eroare |
| DJ-II-m-B-08010                       | Casa M. Talevici | municipiul Craiova                                | Str. Frații Buzești 25 44.31428°N 23.79981°E | sf. sec. XIX | Încarcă foto \| video | Raportează eroare |
| DJ-II-m-B-08011                       | Casă | municipiul Craiova                                | Str. Frații Buzești 33 | sf. sec. XIX | Încarcă foto \| video | Raportează eroare |
| DJ-II-m-B-08012                       | Casa Mendel | municipiul Craiova                                | Str. Frații Buzești 41 | înc. sec. XX | Încarcă foto \| video | Raportează eroare |
| DJ-II-m-B-08013 (RAN: 69919.20)       | Ruinele hanului Hurez | municipiul Craiova                                | Str. Hurezului 15 | 1700-1706 | Încarcă foto \| video | Raportează eroare |
| DJ-II-m-B-08015                       | Casa Ștefan Pârșcoveanu | municipiul Craiova                                | Str. Iancu Jianu 3 | 1720, modif. 1865-1866 | Încarcă foto \| video | Raportează eroare |
| DJ-II-m-B-08016                       | Casa Gabroveanu | municipiul Craiova                                | Str. Iancu Jianu 10 | 1880-1890 | Încarcă foto \| video | Raportează eroare |
| DJ-II-m-B-20121                       | Casa Coțofeanu | municipiul Craiova                                | Str. Iancu Jianu 12 | 1818 | Încarcă foto \| video | Raportează eroare |
| DJ-II-m-B-08017                       | Biserica „Sf. Nicolae”-Ungureni                                                                                            | municipiul Craiova                                | Str. Ipătescu Ana 90 | 1774-1780, pe locul uneia de lemn | Încarcă foto \| video | Raportează eroare |
| DJ-II-m-B-08018                       | Hanul Băloi | municipiul Craiova                                | Str. Împăratul Traian 12 | mijl. sec. XIX | Încarcă foto \| video | Raportează eroare |
| DJ-II-m-B-08019                       | Casa Vasilescu | municipiul Craiova                                | Str. Împăratul Traian 20 | sf. sec. XIX | Încarcă foto \| video | Raportează eroare |
| DJ-II-m-B-08020                       | Biserica „Sf. Trei Ierarhi” - Postelnic Fir                                                                                | municipiul Craiova                                | Str. Înfrățirii 11 | 1815 | Încarcă foto \| video | Raportează eroare |
| DJ-II-m-B-08021                       | Institutul Javet | municipiul Craiova                                | Str. Jiețului 4 | mijl. sec. XIX | Încarcă foto \| video | Raportează eroare |
| DJ-II-m-B-08022                       | Casă | municipiul Craiova                                | Str. Jiețului 19-17 | 1900-1915 | Încarcă foto \| video | Raportează eroare |
| DJ-II-m-A-08023                       | Hotel și casino „Minerva”                                                                                                  | municipiul Craiova                                | Str. Kogălniceanu Mihail 1 | 1900-1903 |                       | Raportează eroare |
| DJ-II-m-B-08024                       | Casă | municipiul Craiova                                | Str. Kogălniceanu Mihail 3 | sf. sec. XIX | Încarcă foto \| video | Raportează eroare |
| DJ-II-m-B-08025                       | Casă | municipiul Craiova                                | Str. Kogălniceanu Mihail 5 | sf. sec. XIX | Încarcă foto \| video | Raportează eroare |
| DJ-II-m-A-08026                       | Casa scriitoarei Elena Farago, azi Biblioteca Alexandru și Aristia Aman                                                    | municipiul Craiova                                | Str. Kogălniceanu Mihail 9-A 44.31598°N 23.79639°E | 1898 | Alte imagini          | Raportează eroare |
| DJ-II-m-B-08027                       | Casă | municipiul Craiova                                | Str. Kogălniceanu Mihail 11 | sec. XIX | Încarcă foto \| video | Raportează eroare |
| DJ-II-m-B-08028                       | Casa Bancov | municipiul Craiova                                | Str. Kogălniceanu Mihail 12 | sf. sec. XIX | Încarcă foto \| video | Raportează eroare |
| DJ-II-m-B-08029                       | Casa Ionel Pleșia, azi Biblioteca Națională - filiala Omnia                                                                | municipiul Craiova                                | Str. Kogălniceanu Mihail 21 | 1890-1892 | Alte imagini          | Raportează eroare |
| DJ-II-m-B-08030                       | Casă | municipiul Craiova                                | Str. Kogălniceanu Mihail 23-A | sf. sec. XIX | Încarcă foto \| video | Raportează eroare |
| DJ-II-m-B-08031                       | Magazinul „Victoria” | municipiul Craiova                                | Str. Kogălniceanu Mihail 23 | sec. XIX | Încarcă foto \| video | Raportează eroare |
| DJ-II-m-B-08032                       | Casa Jianu | municipiul Craiova                                | Str. Lecca Constantin 4 | 1918, pe fundații de la sf. sec. XVIII | Încarcă foto \| video | Raportează eroare |
| DJ-II-m-B-08033                       | Casa Averescu | municipiul Craiova                                | Str. Lecca Constantin 28 | mijl. sec. XIX | Încarcă foto \| video | Raportează eroare |
| DJ-II-m-B-08034                       | Casa Brăiloiu - Lecca | municipiul Craiova                                | Str. Lecca Constantin 29 | mijl. sec. XIX | Încarcă foto \| video | Raportează eroare |
| DJ-II-m-B-08035                       | Casa Oteteleșanu | municipiul Craiova                                | Str. Lecca Constantin 32 | înc. sec. XIX | Încarcă foto \| video | Raportează eroare |
| DJ-II-m-B-08036                       | Casă | municipiul Craiova                                | Str. Libertății 2 | sf. sec. XIX | Încarcă foto \| video | Raportează eroare |
| DJ-II-m-B-08037                       | Casa Teodorini | municipiul Craiova                                | Str. Libertății 7 | sf. sec. XIX | Încarcă foto \| video | Raportează eroare |
| DJ-II-m-B-08038                       | Casă | municipiul Craiova                                | Str. Lipscani 6 | sec. XIX | Încarcă foto \| video | Raportează eroare |
| DJ-II-m-B-08039                       | Casă | municipiul Craiova                                | Str. Lipscani 8 | sf. sec. XIX | Încarcă foto \| video | Raportează eroare |
| DJ-II-m-B-08040                       | Casă | municipiul Craiova                                | Str. Lipscani 14 | sec. XIX | Încarcă foto \| video | Raportează eroare |
| DJ-II-m-B-08041                       | Casa Vâlceanu | municipiul Craiova                                | Str. Lipscani 18 44.3167°N 23.79721°E | 1860-1870 |                       | Raportează eroare |
| DJ-II-m-B-08042                       | Casă | municipiul Craiova                                | Str. Lipscani 34 | sf. sec. XIX | Încarcă foto \| video | Raportează eroare |
| DJ-II-m-B-08043                       | Casa Carianopol | municipiul Craiova                                | Str. Macedonski Alexandru 7 | 1900-1905 | Încarcă foto \| video | Raportează eroare |
| DJ-II-m-B-08044                       | Casa Pleșa | municipiul Craiova                                | Str. Macedonski Alexandru 14 | sf. sec. XIX | Încarcă foto \| video | Raportează eroare |
| DJ-II-m-B-08045                       | Casa Câncea-Belizarie | municipiul Craiova                                | Str. Macedonski Alexandru 19 | sec. XIX | Încarcă foto \| video | Raportează eroare |
| DJ-II-m-B-08046                       | Casă | municipiul Craiova                                | Str. Macedonski Alexandru 25 | sf. sec. XIX | Încarcă foto \| video | Raportează eroare |
| DJ-II-m-B-08047                       | Casa Chirchiubeșa-Palada, azi Centrul de Conservare și Valorificare a Tradiției și Creației Populare Dolj                  | municipiul Craiova                                | Str. Macedonski Alexandru 28 44.31241°N 23.80006°E | sf. sec. XIX |                       | Raportează eroare |
| DJ-II-m-B-08048                       | Casa Gărdăreanu | municipiul Craiova                                | Str. Macedonski Alexandru 30 44.31228°N 23.8°E | sf. sec. XIX |                       | Raportează eroare |
| DJ-II-m-B-08049                       | Casa Vulcănescu | municipiul Craiova                                | Str. Macedonski Alexandru 37 44.31319°N 23.80074°E | înc. sec. XX |                       | Raportează eroare |
| DJ-II-m-B-08050                       | Casa Sturiada | municipiul Craiova                                | Str. Macedonski Alexandru 39 | sf. sec. XIX | Încarcă foto \| video | Raportează eroare |
| DJ-II-m-B-08051                       | Casa Mirică | municipiul Craiova                                | Str. Macedonski Alexandru 53 44.31177°N 23.79949°E | 1898 | Alte imagini          | Raportează eroare |
| DJ-II-m-A-21015                       | Biserica „Adormirea Maicii Domnului” – Maica Precista de la Dud (Madona Dudu)                                              | municipiul Craiova                                | Str. Madona Dudu 3 44.3167°N 23.78998°E | | Alte imagini          | Raportează eroare |
| DJ-II-m-B-08052                       | Școala Centrală de fete, azi Muzeul Olteniei                                                                               | municipiul Craiova                                | Str. Madona Dudu 14 44.31718°N 23.78992°E | 1905 |                       | Raportează eroare |
| DJ-II-m-B-08053                       | Casă | municipiul Craiova                                | Str. Madona Dudu 19 | sf. sec. XIX | Încarcă foto \| video | Raportează eroare |
| DJ-II-m-B-08054                       | Casă | municipiul Craiova                                | Str. Madona Dudu 23 | sf. sec. XX | Încarcă foto \| video | Raportează eroare |
| DJ-II-m-B-08055                       | Casă | municipiul Craiova                                | Str. Madona Dudu 27 | sf. sec. XIX | Încarcă foto \| video | Raportează eroare |
| DJ-II-m-A-08056                       | Liceul „Carol I” | municipiul Craiova                                | Str. Maiorescu Ioan 2 44.31925°N 23.79235°E | 1894-1895 | Alte imagini          | Raportează eroare |
| DJ-II-a-B-08057                       | Ansamblul bisericii „Sf. Treime”                                                                                           | municipiul Craiova                                | Str. Maiorescu Ioan 9 44.31838°N 23.79266°E | 1765-1768, ref. 1906 |                       | Raportează eroare |
| DJ-II-m-B-08057.01                    | Biserica „Sf. Treime” | municipiul Craiova                                | Str. Maiorescu Ioan 9 44.31836°N 23.79276°E | 1906, pe ruine din 1765-1768 | Alte imagini          | Raportează eroare |
| DJ-II-m-B-08057.02                    | Turnul de intrare | municipiul Craiova                                | Str. Maiorescu Ioan 9 44.41861°N 23.7925°E | 1906 |                       | Raportează eroare |
| DJ-II-m-B-08058                       | Casa Boem | municipiul Craiova                                | Aleea Mamaia 3 | mijl. sec. XIX | Încarcă foto \| video | Raportează eroare |
| DJ-II-m-B-08059                       | Casă | municipiul Craiova                                | Str. Mamaia 5 | 1840-1850 | Încarcă foto \| video | Raportează eroare |
| DJ-II-m-B-08060                       | Fabrica „Traiul” - Coșul de fum                                                                                            | municipiul Craiova                                | Str. Maramureș 4 | sec. XIX | Încarcă foto \| video | Raportează eroare |
| DJ-II-m-B-08061                       | Casă | municipiul Craiova                                | Str. Matei Basarab 1 | sf. sec. XIX | Încarcă foto \| video | Raportează eroare |
| DJ-II-m-B-08062                       | Casa Iancu Vasilescu Tăbăcaru                                                                                              | municipiul Craiova                                | Str. Matei Basarab 6 44.31618°N 23.79161°E | mijl. sec. XIX |                       | Raportează eroare |
| DJ-II-m-B-08063                       | Casa Diamantopol | municipiul Craiova                                | Str. Matei Basarab 8 44.31608°N 23.79168°E | mijl. sec. XIX |                       | Raportează eroare |
| DJ-II-m-B-08064                       | Hanul Puțureanu | municipiul Craiova                                | Str. Matei Basarab 9 44.3162°N 23.79173°E | mijl.sec. XIX, extins 1887 | Alte imagini          | Raportează eroare |
| DJ-II-m-B-08065                       | Biserica „Sf. Dumitru” - Domnească                                                                                         | municipiul Craiova                                | Str. Matei Basarab 14 44.315°N 23.792°E | 1889, pe temelii de sec. XVI - XVII; ref. 1906 | Alte imagini          | Raportează eroare |
| DJ-II-m-A-08066 (RAN: 69919.08)       | Casele Băniei | municipiul Craiova                                | Str. Matei Basarab 16 44.31509°N 23.79307°E | sf. sec XVII - înc. sec. XVIII | Alte imagini          | Raportează eroare |
| DJ-II-m-B-08067                       | Căminul preoțesc „Renașterea”                                                                                              | municipiul Craiova                                | Str. Matei Basarab 17 44.31511°N 23.79314°E | 1932-1934 |                       | Raportează eroare |
| DJ-II-m-B-08069                       | Biserica „Toți Sfinții”, „Sf. Anton”                                                                                       | municipiul Craiova                                | Str. Mihai Viteazul 10 | 1654, ref. 1844-1848 | Încarcă foto \| video | Raportează eroare |
| DJ-II-m-B-08070                       | Școala Oteteleșanu | municipiul Craiova                                | Str. Mihai Viteazul 12 | 1867 | Încarcă foto \| video | Raportează eroare |
| DJ-II-m-B-08071                       | Băile comunale | municipiul Craiova                                | Str. Mihai Viteazul 20 | 1880 | Încarcă foto \| video | Raportează eroare |
| DJ-II-m-B-08072                       | Casa Marin Țară | municipiul Craiova                                | Str. Mihai Viteazul 28 | sf. sec. XIX | Încarcă foto \| video | Raportează eroare |
| DJ-II-m-B-08073                       | Biserica „Toți Sfinții” | municipiul Craiova                                | Str. Millo Matei 15 | 1780-1800 | Încarcă foto \| video | Raportează eroare |
| DJ-II-m-B-08074                       | Casa Ionescu | municipiul Craiova                                | Str. Mircea Vodă 9 | înc. sec. XIX | Încarcă foto \| video | Raportează eroare |
| DJ-II-m-B-08075                       | Casa Pretorian | municipiul Craiova                                | Str. Mitropolitul Firmilian 1 | sf sec. XIX | Încarcă foto \| video | Raportează eroare |
| DJ-II-m-B-08076                       | Casa Zamfirescu | municipiul Craiova                                | Str. Mitropolitul Firmilian 4 | sf. sec. XIX |                       | Raportează eroare |
| DJ-II-m-B-08078                       | Casa Anghelescu | municipiul Craiova                                | Str. Mitropolitul Firmilian 8 | sf. sec. XIX | Încarcă foto \| video | Raportează eroare |
| DJ-II-m-B-08079                       | Casa Lavrin | municipiul Craiova                                | Str. Mitropolitul Firmilian 9 | 1890-1900 | Încarcă foto \| video | Raportează eroare |
| DJ-II-m-B-08077                       | Casa Săvoiu | municipiul Craiova                                | Str. Mitropolitul Firmilian 13 | 1890-1892 | Încarcă foto \| video | Raportează eroare |
| DJ-II-m-B-08080                       | Casă | municipiul Craiova                                | Str. Mitropolitul Firmilian 16 | sf. sec. XIX | Alte imagini          | Raportează eroare |
| DJ-II-m-B-08081                       | Casa Pencioiu | municipiul Craiova                                | Str. Mitropolitul Firmilian 18 | sf. sec. XIX | Încarcă foto \| video | Raportează eroare |
| DJ-II-m-B-08082                       | Casa Vernescu | municipiul Craiova                                | Str. Mitropolitul Firmilian 20 | înc. sec. XX | Încarcă foto \| video | Raportează eroare |
| DJ-II-m-B-08083 (RAN: 69919.10)       | Biserica „Sf. Spiridon” și „Sf. Nicolae”                                                                                   | municipiul Craiova                                | Str. Negulescu Jean 3 | 1793, pe locul unei biserici de lemn din sec. XVII | Încarcă foto \| video | Raportează eroare |
| DJ-II-a-A-07924                       | Parcul Nicolae Romanescu (fostul Parc Bibescu)                                                                             | municipiul Craiova                                | Bvd. Nicolae Romanescu 1A 44.29092°N 23.80445°E | Sec. XIX-XX, inaugurat1903; 1838-1842 – fostul conac Bibescu; 1901-1903 – glorieta Belvedere, Podurile de piatră, Ruina gotică, Casa grădinarului șef; 1901-1902 – Podul suspendat, Casa conservatorului parcului, 1903 – chioșcul de muzică, Hipodromul, 1905 – grota ursului |                       | Raportează eroare |
| DJ-II-m-B-08085                       | Primul sediu al „Societății de Telefoane” din Craiova                                                                      | municipiul Craiova                                | Str. Nicolăescu Plopșor Constantin 4 | 1930-1935 | Încarcă foto \| video | Raportează eroare |
| DJ-II-m-B-08084                       | Biserica „Sf. Ilie” | municipiul Craiova                                | Str. Nicolăescu Plopșor Constantin 2 44.31669°N 23.79658°E | 1893, refăcută pe locul unei biserici din 1720 | Alte imagini          | Raportează eroare |
| DJ-II-a-B-08086                       | Fosta mănăstire Obedeanu                                                                                                   | municipiul Craiova                                | Str. Obedeanu Oscar, pictor 1 colț cu Brestei nr. 40 | sec. XVIII - înc. sec. XX | Încarcă foto \| video | Raportează eroare |
| DJ-II-m-B-08086.01                    | Biserica „Buna Vestire” și „Sf. Împărați”                                                                                  | municipiul Craiova                                | Str. Obedeanu Oscar, pictor 1, colț cu Brestei nr. 40 | 1747-1753 | Încarcă foto \| video | Raportează eroare |
| DJ-II-m-B-08086.02                    | Școala Obedeanu (corpurile I, II)                                                                                          | municipiul Craiova                                | Str. Obedeanu Oscar, pictor 1 | 1902, prin demolarea clădirilor vechi (1747 - 1753) | Încarcă foto \| video | Raportează eroare |
| DJ-II-m-B-08087                       | Biserica „Sf. Nicolae” - Dorobănția                                                                                        | municipiul Craiova                                | Str. Odobescu Alexandru 1 | 1782 - 1793, ref. la 1863 - 1865 | Încarcă foto \| video | Raportează eroare |
| DJ-II-m-B-08088                       | Casă | municipiul Craiova                                | Str. Olteț 13 | înc. sec. XX | Încarcă foto \| video | Raportează eroare |
| DJ-II-m-B-08089                       | Casă | municipiul Craiova                                | Str. Olteț 18-D | înc. sec. XX | Încarcă foto \| video | Raportează eroare |
| DJ-II-m-B-08090                       | Casă | municipiul Craiova                                | Str. Olteț 25 | sf. sec. XIX |                       | Raportează eroare |
| DJ-II-m-B-08091                       | Casă | municipiul Craiova                                | Str. Olteț 27 | sf. sec. XIX | Încarcă foto \| video | Raportează eroare |
| DJ-II-m-B-08092                       | Casă | municipiul Craiova                                | Str. Păltiniș 12 44.32338°N 23.79766°E | 1860-1870 |                       | Raportează eroare |
| DJ-II-m-B-08093                       | Casa Cornea Brăiloiu | municipiul Craiova                                | Str. Păltiniș 13 | sf. sec. XVIII | Încarcă foto \| video | Raportează eroare |
| DJ-II-m-B-08094                       | Casa Vâlcu | municipiul Craiova                                | Str. Păltiniș 14 44.32347°N 23.79786°E | mijl. sec. XIX |                       | Raportează eroare |
| DJ-II-m-B-08095                       | Biserica „Sf. Gheorghe” - Nou                                                                                              | municipiul Craiova                                | Str. Păltiniș 15 44.32396°N 23.79888°E | 1913, ref. pe temeliile din 1754-1755 |                       | Raportează eroare |
| DJ-II-m-B-08096                       | Fabrica „Florica” | municipiul Craiova                                | Str. Păltiniș 33, colț cu str. Partizanilor 44.3256°N 23.801°E | sec. XIX |                       | Raportează eroare |
| DJ-II-m-B-08097                       | Editura și Tipografia „Ramuri”                                                                                             | municipiul Craiova                                | Str. Popa Șapcă 4 44.31856°N 23.79358°E | 1921 Constantin Iotzu |                       | Raportează eroare |
| DJ-II-m-B-08098                       | Casă | municipiul Craiova                                | Str. Rădulescu Motru Constantin 10 | sf. sec. XIX | Încarcă foto \| video | Raportează eroare |
| DJ-II-m-B-08099                       | Casă | municipiul Craiova                                | Str. Rolland Romain 8 | sf. sec. XIX |                       | Raportează eroare |
| DJ-II-m-B-08100                       | Casă | municipiul Craiova                                | Str. Rolland Romain 10-B | sf. sec. XIX | Încarcă foto \| video | Raportează eroare |
| DJ-II-m-B-08101                       | Casă | municipiul Craiova                                | Str. Rolland Romain 18-F | sf. sec. XIX |                       | Raportează eroare |
| DJ-II-m-B-08102                       | Hanul Chintescu | municipiul Craiova                                | Str. Romanescu Nicolae, Incinta I.A.S. Craiova | mijl. sec. XIX | Încarcă foto \| video | Raportează eroare |
| DJ-II-m-B-08103                       | Casă | municipiul Craiova                                | Str. România Muncitoare 6 44.31712°N 23.79909°E | înc. sec. XX |                       | Raportează eroare |
| DJ-II-m-B-08104                       | Casă | municipiul Craiova                                | Str. România Muncitoare 8 | sf. sec. XIX |                       | Raportează eroare |
| DJ-II-m-B-08105                       | Casă | municipiul Craiova                                | Str. România Muncitoare 17-19 | înc. sec. XX | Încarcă foto \| video | Raportează eroare |
| DJ-II-m-B-08106                       | Casa Peiciu | municipiul Craiova                                | Str. România Muncitoare 17 | sf. sec. XIX | Încarcă foto \| video | Raportează eroare |
| DJ-II-m-B-08107                       | Casă | municipiul Craiova                                | Str. România Muncitoare 18 | mijl. sec. XIX | Încarcă foto \| video | Raportează eroare |
| DJ-II-m-B-08108                       | Casă | municipiul Craiova                                | Str. România Muncitoare 21 | mijl. sec. XIX | Încarcă foto \| video | Raportează eroare |
| DJ-II-m-B-08109                       | Casă | municipiul Craiova                                | Str. România Muncitoare 21 | sf. sec. XIX | Încarcă foto \| video | Raportează eroare |
| DJ-II-m-B-08110                       | Casă | municipiul Craiova                                | Str. România Muncitoare 23 | înc. sec. XX | Încarcă foto \| video | Raportează eroare |
| DJ-II-m-B-08111                       | Casă | municipiul Craiova                                | Str. România Muncitoare 28-30 | sf. sec. XIX | Încarcă foto \| video | Raportează eroare |
| DJ-II-m-B-08112                       | Casă | municipiul Craiova                                | Str. România Muncitoare 32 | sf. sec. XIX | Încarcă foto \| video | Raportează eroare |
| DJ-II-m-B-08113                       | Casă | municipiul Craiova                                | Str. România Muncitoare 42 | sf. sec. XIX | Încarcă foto \| video | Raportează eroare |
| DJ-II-m-B-08114                       | Casă | municipiul Craiova                                | Str. România Muncitoare 42-D | sf. sec. XIX | Încarcă foto \| video | Raportează eroare |
| DJ-II-m-B-08115                       | Casă | municipiul Craiova                                | Str. România Muncitoare 42-E | sf. sec. XIX | Încarcă foto \| video | Raportează eroare |
| DJ-II-m-B-08116                       | Casă | municipiul Craiova                                | Str. România Muncitoare 48 | sf. sec. XIX | Încarcă foto \| video | Raportează eroare |
| DJ-II-m-B-08117                       | Casă | municipiul Craiova                                | Str. România Muncitoare 48-A | mijl. sec. XIX | Încarcă foto \| video | Raportează eroare |
| DJ-II-m-B-08118                       | Casă | municipiul Craiova                                | Str. România Muncitoare 68-A | sf. sec. XIX | Încarcă foto \| video | Raportează eroare |
| DJ-II-m-B-08119                       | Casă | municipiul Craiova                                | Str. România Muncitoare 74 | sf. sec. XIX | Încarcă foto \| video | Raportează eroare |
| DJ-II-m-B-08120                       | Casă | municipiul Craiova                                | Str. România Muncitoare 78 | 1890 | Încarcă foto \| video | Raportează eroare |
| DJ-II-m-B-08121                       | Casă | municipiul Craiova                                | Str. România Muncitoare 88 44.31742°N 23.80499°E | sf. sec. XIX |                       | Raportează eroare |
| DJ-II-m-B-08122                       | Casa Diculescu | municipiul Craiova                                | Str. Săvinești 3 | mijl. sec. XIX | Încarcă foto \| video | Raportează eroare |
| DJ-II-m-B-08123                       | Hotel „New York” | municipiul Craiova                                | Str. Sf. Dumitru 1 44.31563°N 23.79522°E | înc. sec. XX |                       | Raportează eroare |
| DJ-II-m-B-08124                       | Biserica „Sf. Apostoli” | municipiul Craiova                                | Str. Sfinții Apostoli 1 44.31545°N 23.80717°E | 1783, pe temelia uneia din sec. XV | Încarcă foto \| video | Raportează eroare |
| DJ-II-m-B-08125                       | Casa Eskenazy - corpul principal                                                                                           | municipiul Craiova                                | Bd. Știrbei Vodă 1 | mijl. sec. XIX | Încarcă foto \| video | Raportează eroare |
| DJ-II-m-B-08126                       | Casa Rusănescu | municipiul Craiova                                | Bd. Știrbei Vodă 2 | sf. sec. XIX | Alte imagini          | Raportează eroare |
| DJ-II-m-B-08127                       | Casa Mărăscu | municipiul Craiova                                | Bd. Știrbei Vodă 3 | 1912 |                       | Raportează eroare |
| DJ-II-m-B-08128                       | Casa Gheorghe Chițu | municipiul Craiova                                | Bd. Știrbei Vodă 4 | sf. sec. XIX | Încarcă foto \| video | Raportează eroare |
| DJ-II-m-B-08129                       | Casa Grigore Chifu | municipiul Craiova                                | Str. Teodoroiu Ecaterina 1 | mijl. sec. XIX | Încarcă foto \| video | Raportează eroare |
| DJ-II-m-B-08130                       | Casa Matei Băileșteanu | municipiul Craiova                                | Bd. Titulescu Nicolae 4 | sf. sec. XIX | Încarcă foto \| video | Raportează eroare |
| DJ-II-m-B-08131                       | Casa Verdeșteanu | municipiul Craiova                                | Bd. Titulescu Nicolae 10 | sf. sec. XIX | Încarcă foto \| video | Raportează eroare |
| DJ-II-m-B-08132                       | Casa Pessicu | municipiul Craiova                                | Bd. Titulescu Nicolae 12 | 1870-1880 | Încarcă foto \| video | Raportează eroare |
| DJ-II-m-B-08133                       | Casa Cernătescu - Negrea                                                                                                   | municipiul Craiova                                | Bd. Titulescu Nicolae 24 | sf. sec. XIX | Încarcă foto \| video | Raportează eroare |
| DJ-II-m-B-08134                       | Casa Braboveanu | municipiul Craiova                                | Bd. Titulescu Nicolae 26 | 1850-1860 | Încarcă foto \| video | Raportează eroare |
| DJ-II-m-B-08135                       | Casa Constantin Vălimărescu                                                                                                | municipiul Craiova                                | Calea Unirii 4 44.32082°N 23.79429°E | 1892 | Alte imagini          | Raportează eroare |
| DJ-II-m-B-08136                       | Casa Stoilov-Bolintineanu                                                                                                  | municipiul Craiova                                | Calea Unirii 5 44.32042°N 23.79458°E | sf. sec. XIX | Alte imagini          | Raportează eroare |
| DJ-II-m-B-08137                       | Banca Națională a României-Filiala Dolj                                                                                    | municipiul Craiova                                | Calea Unirii 6 44.3198°N 23.79397°E | 1888 | Alte imagini          | Raportează eroare |
| DJ-II-m-B-08138                       | Biserica evanghelică | municipiul Craiova                                | Calea Unirii 13 44.3196°N 23.79502°E | mijl. sec. XIX | Încarcă foto \| video | Raportează eroare |
| DJ-II-m-A-08139                       | Palatul Constantin Mihail, (azi Muzeul de Artă)                                                                            | municipiul Craiova                                | Calea Unirii 15 44.3194°N 23.7951°E | 1898-1907 | Alte imagini          | Raportează eroare |
| DJ-II-m-A-08140                       | Palat Administrativ, azi Prefectură                                                                                        | municipiul Craiova                                | Calea Unirii 19 44.3179°N 23.79467°E | 1912-1913 Petre Antonescu (arhitect) |                       | Raportează eroare |
| DJ-II-m-B-08141                       | Casa Diamantopol | municipiul Craiova                                | Calea Unirii 37 44.31455°N 23.79581°E | sf. sec. XIX | Alte imagini          | Raportează eroare |
| DJ-II-m-B-08142                       | Casa Costin | municipiul Craiova                                | Calea Unirii 40 | sf. sec. XIX | Încarcă foto \| video | Raportează eroare |
| DJ-II-m-B-08143                       | Casă | municipiul Craiova                                | Calea Unirii 41 44.31428°N 23.7951°E | sf. sec. XIX |                       | Raportează eroare |
| DJ-II-m-B-08144                       | Casa Eskenazy | municipiul Craiova                                | Calea Unirii 42 | sf. sec. XIX |                       | Raportează eroare |
| DJ-II-m-B-08145                       | Casa Boicescu | municipiul Craiova                                | Calea Unirii 48 | sf. sec. XIX |                       | Raportează eroare |
| DJ-II-m-B-08146                       | Casă | municipiul Craiova                                | Calea Unirii 49 44.31321°N 23.79611°E | sf. sec. XIX |                       | Raportează eroare |
| DJ-II-m-B-08147                       | Casa Chintescu | municipiul Craiova                                | Calea Unirii 56 44.3133°N 23.79591°E | sf. sec. XIX |                       | Raportează eroare |
| DJ-II-m-A-08148                       | Casa Nicolae Romanescu | municipiul Craiova                                | Calea Unirii 57 44.31233°N 23.79625°E | 1833, extindere 1872 și 1903 |                       | Raportează eroare |
| DJ-II-m-B-08149                       | Casă | municipiul Craiova                                | Calea Unirii 59 | sec. XIX | Încarcă foto \| video | Raportează eroare |
| DJ-II-m-B-08150                       | Biserica „Adormirea Maicii Domnului” și „Sf. Pantelimon” - Mântuleasa                                                      | municipiul Craiova                                | Calea Unirii 59 44.312°N 23.79657°E | 1786, refăcută la 1896 | Alte imagini          | Raportează eroare |
| DJ-II-m-B-08151                       | Casă cu prăvălie | municipiul Craiova                                | Calea Unirii 60 | sf. sec. XIX |                       | Raportează eroare |
| DJ-II-m-B-08152                       | Casă | municipiul Craiova                                | Calea Unirii 61 44.31177°N 23.79632°E | sf. sec. XIX |                       | Raportează eroare |
| DJ-II-m-B-08153                       | Casa Grigorescu | municipiul Craiova                                | Calea Unirii 61 | sf. sec. XIX | Încarcă foto \| video | Raportează eroare |
| DJ-II-m-B-08154                       | Casa Vârvoreanu | municipiul Craiova                                | Calea Unirii 64 44.31235°N 23.79598°E | sf. sec. XIX | Alte imagini          | Raportează eroare |
| DJ-II-m-B-08155                       | Casa Teodoru | municipiul Craiova                                | Calea Unirii 65 44.31157°N 23.79635°E | mijl. sec. XIX | Alte imagini          | Raportează eroare |
| DJ-II-m-B-08156                       | Casa Feraru | municipiul Craiova                                | Calea Unirii 68 44.31176°N 23.79618°E | sf. sec. XIX | Alte imagini          | Raportează eroare |
| DJ-II-m-B-08157                       | Casa Schina | municipiul Craiova                                | Calea Unirii 70 | 1898 | Alte imagini          | Raportează eroare |
| DJ-II-m-B-08158                       | Casă | municipiul Craiova                                | Calea Unirii 73 44.31092°N 23.79647°E | sf. sec. XIX |                       | Raportează eroare |
| DJ-II-m-B-08159                       | Casa Câncea | municipiul Craiova                                | Calea Unirii 74 | mijl. sec. XIX |                       | Raportează eroare |
| DJ-II-m-B-08160                       | Casa „Englezu” | municipiul Craiova                                | Calea Unirii 80 | sec. XIX | Încarcă foto \| video | Raportează eroare |
| DJ-II-m-B-08161                       | Hanul „Cocor” | municipiul Craiova                                | Calea Unirii 81 | sf. sec. XIX | Încarcă foto \| video | Raportează eroare |
| DJ-II-m-B-08162                       | Casa Gheorghe Chițu | municipiul Craiova                                | Calea Unirii 84 | înc sec. XIX | Încarcă foto \| video | Raportează eroare |
| DJ-II-m-B-08163                       | Casă | municipiul Craiova                                | Calea Unirii 86 44.31013°N 23.79643°E | sf. sec. XIX |                       | Raportează eroare |
| DJ-II-m-B-08164                       | Casa Zwillinger | municipiul Craiova                                | Calea Unirii 88 44.31001°N 23.79647°E | sf. sec. XIX | Alte imagini          | Raportează eroare |
| DJ-II-m-B-08165                       | Casa Calețeanu | municipiul Craiova                                | Calea Unirii 98 44.30947°N 23.79647°E | mijl.sec. XIX |                       | Raportează eroare |
| DJ-II-m-B-08166                       | Casa Vrăbiescu | municipiul Craiova                                | Calea Unirii 100 44.3092°N 23.79641°E | mijl.sec. XIX | Alte imagini          | Raportează eroare |
| DJ-II-m-B-08167                       | Atelierele Brătășanu | municipiul Craiova                                | Str. Vlad Țepeș 71 colț cu str. Alexandru Macedonski | 1910-1927 | Încarcă foto \| video | Raportează eroare |
| DJ-II-m-B-08168                       | Casa Becherescu | municipiul Craiova                                | Str. Vladimirescu Tudor | 1930 | Încarcă foto \| video | Raportează eroare |
| DJ-II-m-B-08169                       | Casă | municipiul Craiova                                | Str. Vornicescu Nestor 6 | sec. XIX |                       | Raportează eroare |
| DJ-II-m-B-08170                       | Biserica „Sf. Nicolae” | sat Adâncata; comuna Goiești                      | | 1866 | Încarcă foto \| video | Raportează eroare |
| DJ-II-m-B-08171                       | Biserica „Izvorul Tămăduirii”                                                                                              | sat Afumați; comuna Afumați                       | | sec. XIX | Încarcă foto \| video | Raportează eroare |
| DJ-II-m-B-08172                       | Biserica „Sf. Voievozi” | sat Albești; comuna Șimnicu de Sus                | | 1820 | Încarcă foto \| video | Raportează eroare |
| DJ-II-m-A-08173                       | Biserica „Sf. Voievozi” | sat Almăj; comuna Almăj                           | | 1787-1789 | Încarcă foto \| video | Raportează eroare |
| DJ-II-m-A-08174 (RAN: 70575.02)       | Cula Poenaru | sat Almăj; comuna Almăj                           | 44.44556°N 23.70512°E | 1764, modif. 1896 | Încarcă foto \| video | Raportează eroare |
| DJ-II-m-B-08175 (RAN: 70646.01)       | Biserica „Sf. Voievozi” | sat Amărăștii de Jos; comuna Amărăștii de Jos     | | sec. XVII, pe ruine de sec. XV, extinsă 1759 | Încarcă foto \| video | Raportează eroare |
| DJ-II-m-B-08176                       | Biserica „Sf. Ioan Botezătorul”                                                                                            | sat Amărăștii de Jos; comuna Amărăștii de Jos     | | 1864 | Încarcă foto \| video | Raportează eroare |
| DJ-II-m-B-08177                       | Biserica „Sf. Nicolae” | sat Amărăștii de Sus; comuna Amărăștii de Sus     | | 1843 | Încarcă foto \| video | Raportează eroare |
| DJ-II-m-B-08178                       | Biserica „Sf. Ștefan” | sat Apele Vii; comuna Apele Vii                   | | 1847 | Încarcă foto \| video | Raportează eroare |
| DJ-II-m-B-08179                       | Biserica „Adormirea Maicii Domnului”                                                                                       | sat Apele Vii; comuna Apele Vii                   | | 1863 |                       | Raportează eroare |
| DJ-II-m-B-08180                       | Biserica „Intrarea în Biserică”                                                                                            | sat Apele Vii; comuna Apele Vii                   | Fost sat Ciunei | 1868 | Încarcă foto \| video | Raportează eroare |
| DJ-II-m-B-08181                       | Biserica „Sf. Nicolae”, „Sf. Ioan” și „Sf. Gheorghe”                                                                       | sat Argetoaia; comuna Argetoaia                   | | 1813 | Încarcă foto \| video | Raportează eroare |
| DJ-II-m-B-08182                       | Biserica de lemn „Sf. Nicolae” - Câmpfoeni                                                                                 | sat Balota de Jos; comuna Murgași                 | | 1709-1710 | Încarcă foto \| video | Raportează eroare |
| DJ-II-m-B-08183                       | Ruinele bisericii „Sf. Voievozi”                                                                                           | sat Balota de Jos; comuna Murgași                 | | 1851 | Încarcă foto \| video | Raportează eroare |
| DJ-II-m-B-08184                       | Biserica de lemn „Sf. Voievozi”                                                                                            | sat Balota de Sus; comuna Murgași                 | cătun Cioroieni | 1812 |                       | Raportează eroare |
| DJ-II-m-B-08185                       | Biserica „Sf. Dumitru” și „Sf. Nicolae”                                                                                    | sat Bascov; comuna Sopot                          | | 1842 | Încarcă foto \| video | Raportează eroare |
| DJ-II-m-B-08186                       | Biserica „Sf. Nicolae” | sat Bădoși; comuna Bratovoești                    | | 1753 | Încarcă foto \| video | Raportează eroare |
| DJ-II-m-B-08187                       | Biserica „Adormirea Maicii Domnului”                                                                                       | municipiul Băilești                               | Str. Dreptății 41 | 1887 | Încarcă foto \| video | Raportează eroare |
| DJ-II-m-B-08188                       | Biserica „Sf. Nicolae” | municipiul Băilești                               | Str. Independenței 52 | 1845 | Încarcă foto \| video | Raportează eroare |
| DJ-II-m-B-08189                       | Biserica „Sf. Apostoli” | municipiul Băilești                               | Str. Mărășești 1 44.02111°N 23.34137°E | 1839 |                       | Raportează eroare |
| DJ-II-m-B-08190                       | Biserica „Sf. Dumitru” și „Sf. Gheorghe”                                                                                   | sat Bârca; comuna Bârca                           | | 1801-1803, ref. 1912 - 1914 | Încarcă foto \| video | Raportează eroare |
| DJ-II-m-B-08191                       | Biserica „Sf. Gheorghe” | oraș Bechet                                       | | 1870 | Încarcă foto \| video | Raportează eroare |
| DJ-II-m-B-08192                       | Biserica „Adormirea Maicii Domnului”                                                                                       | sat Belcinu; comuna Calopăr                       | | 1845, ref. 1938 | Încarcă foto \| video | Raportează eroare |
| DJ-II-m-B-08193                       | Biserica „Sf. Nicolae”, „Sf. Arhangheli”                                                                                   | sat Bistreț; comuna Bistreț                       | | 1826 | Încarcă foto \| video | Raportează eroare |
| DJ-II-m-B-08194                       | Biserica „Izvorul Tămăduirii”                                                                                              | sat Bistrețu Nou; comuna Bistreț                  | | sec. XIX | Încarcă foto \| video | Raportează eroare |
| DJ-II-m-B-08195                       | Biserica „Schimbarea la Față”                                                                                              | sat Bodăiești; comuna Melinești                   | | 1812 | Încarcă foto \| video | Raportează eroare |
| DJ-II-m-B-08196                       | Biserica „Sf. Ioan Botezătorul”                                                                                            | sat Bodăieștii de Sus; comuna Melinești           | | 1899 | Încarcă foto \| video | Raportează eroare |
| DJ-II-m-B-08197                       | Biserica „Sf. Nicolae” | sat Botoșești-Paia; comuna Botoșești-Paia         | | 1814 | Încarcă foto \| video | Raportează eroare |
| DJ-II-m-B-08198                       | Biserica „Sf. Dumitru” | sat Boureni; comuna Afumați                       | | 1840 | Încarcă foto \| video | Raportează eroare |
| DJ-II-m-B-08199                       | Biserica „Cuvioasa Paraschiva”                                                                                             | sat Brabeți; comuna Daneți                        | | 1842 | Încarcă foto \| video | Raportează eroare |
| DJ-II-m-A-08200 (RAN: 70995.01)       | Cula Izvoranu - Geblescu                                                                                                   | sat Brabova; comuna Brabova                       | 44.36963°N 23.42493°E | sec. XVIII, adăugiri ulterioare | Încarcă foto \| video | Raportează eroare |
| DJ-II-m-B-08201                       | Biserica „Sf. Voievozi” | sat Brabova; comuna Brabova                       | | 1885 | Încarcă foto \| video | Raportează eroare |
| DJ-II-m-B-08202                       | Biserica „Sf. Nicolae”, „Sf. Voievozi”                                                                                     | sat Braloștița; comuna Braloștița                 | | 1761 | Încarcă foto \| video | Raportează eroare |
| DJ-II-a-A-08203 (RAN: 70147.02)       | Mănăstirea Jitianu | sat Braniște; comuna Podari                       | 44.27167°N 23.80194°E | sf. sec. XVI, ref. 1656-1658 Costache Petrescu (1852), Gustav Nill (1927-1932), Dan Neamu (1988-1989) (pictori) | Alte imagini          | Raportează eroare |
| DJ-II-m-A-08203.01 (RAN: 70147.02.02) | Biserica „Sf. Dumitru” | sat Braniște; comuna Podari                       | | 1656-1658 |                       | Raportează eroare |
| DJ-II-m-A-08203.02 (RAN: 70147.02.01) | Stăreție | sat Braniște; comuna Podari                       | | 1956, pe ruine de sec. XVII | Încarcă foto \| video | Raportează eroare |
| DJ-II-m-A-08203.03                    | Chilii | sat Braniște; comuna Podari                       | | 1901-1911, pe ruinele caselor vechi |                       | Raportează eroare |
| DJ-II-m-A-08203.04                    | Turn clopotniță | sat Braniște; comuna Podari                       | | sec. XVIII |                       | Raportează eroare |
| DJ-II-m-B-08204                       | Biserica „Adormirea Maicii Domnului”                                                                                       | sat Braniște; comuna Podari                       | | 1710 | Încarcă foto \| video | Raportează eroare |
| DJ-II-m-B-08205                       | Biserica „Sf. Nicolae” | sat Braniște; comuna Daneți                       | | 1825 | Încarcă foto \| video | Raportează eroare |
| DJ-II-m-B-08206                       | Biserica „Sf. Arhangheli”                                                                                                  | sat Bratovoești; comuna Bratovoești               | | 1859 | Încarcă foto \| video | Raportează eroare |
| DJ-II-m-B-08207                       | Biserica „Sf. Ioan Botezătorul”                                                                                            | sat Brădești; comuna Brădești                     | | 1825 | Încarcă foto \| video | Raportează eroare |
| DJ-II-m-B-08208 (RAN: 71073.02)       | Biserica „Sf. Arhanghel Mihail”                                                                                            | sat Brădeștii Bătrâni; comuna Brădești            | | 1751, pe locul uneia de lemn din 1651 | Încarcă foto \| video | Raportează eroare |
| DJ-II-m-B-08209 (RAN: 71279.01)       | Biserica „Sf. Nicolae” | sat Breasta; comuna Breasta                       | în fostul sat Crețești | 1782-1784 | Încarcă foto \| video | Raportează eroare |
| DJ-II-m-B-08210                       | Biserica „Sf. Nicolae” | sat Bucovăț; comuna Bucovăț                       | | 1842 | Încarcă foto \| video | Raportează eroare |
| DJ-II-m-B-08211                       | Biserica „Adormirea Maicii Domnului”                                                                                       | sat Bulzești; comuna Bulzești                     | | ante 1831 | Încarcă foto \| video | Raportează eroare |
| DJ-II-m-B-08212                       | Biserica „Sf. Mucenic Gheorghe”                                                                                            | municipiul Calafat                                | Cartierul Ciupercenii Vechi - în curtea Spitalului Municipal Calafat | 1856 | Încarcă foto \| video | Raportează eroare |
| DJ-II-m-B-08213                       | Palatul Marincu | municipiul Calafat                                | Str. 22 Decembrie 6 43.99439°N 22.93197°E | 1904-1907 Paul Gottereau (arhitect) | Încarcă foto \| video | Raportează eroare |
| DJ-II-m-B-08214                       | Biserica „Izvorul Tămăduirii”                                                                                              | municipiul Calafat                                | Str. Stere Constantin C. 41 43.997°N 22.93744°E | sf. sec. XIX |                       | Raportează eroare |
| DJ-II-m-B-08215                       | Biserica „Sf. Nicolae” | municipiul Calafat                                | Str. Traian 25, cartier Basarabi 43.996°N 22.93125°E | sec. XIX |                       | Raportează eroare |
| DJ-II-m-B-08216                       | Biserica „Adormirea Maicii Domnului”                                                                                       | municipiul Calafat                                | Str. Vladimirescu Tudor 50 43.9901°N 22.93369°E | 1869 |                       | Raportează eroare |
| DJ-II-m-B-08217                       | Biserica „Sf. Ilie” | sat Calopăr; comuna Calopăr                       | | 1803, modif. 1895 | Încarcă foto \| video | Raportează eroare |
| DJ-II-m-B-08218                       | Biserica „Sf. Nicolae” | sat Caraula; comuna Caraula                       | | ante 1845, ref. 1881-1892 | Încarcă foto \| video | Raportează eroare |
| DJ-II-m-B-08219                       | Biserica „Sf. Ioan Botezătorul”                                                                                            | sat Carpen; comuna Carpen                         | | 1832 | Încarcă foto \| video | Raportează eroare |
| DJ-II-m-B-08220                       | Biserica „Sf. Nicolae” | sat Carpen; comuna Carpen                         | | 1821 | Încarcă foto \| video | Raportează eroare |
| DJ-II-m-B-08221 (RAN: 71581.02)       | Biserica „Sf. Dumitru” | sat Castranova; comuna Castranova                 | | sec. XVIII, ref. 1888 | Încarcă foto \| video | Raportează eroare |
| DJ-II-m-B-08222                       | Biserica „Sf. Voievozi” | sat Castranova; comuna Castranova                 | | 1869 | Încarcă foto \| video | Raportează eroare |
| DJ-II-m-B-08223                       | Biserica „Sf. Nicolae” | sat Castranova; comuna Castranova                 | | 1858 | Încarcă foto \| video | Raportează eroare |
| DJ-II-m-B-08224                       | Biserica „Intrarea Maicii Domnului în Biserică”                                                                            | sat Castranova; comuna Castranova                 | | 1875 | Încarcă foto \| video | Raportează eroare |
| DJ-II-m-B-08225                       | Biserica „Sf. Nicolae” | sat Catane; comuna Catane                         | | 1842-1843 | Încarcă foto \| video | Raportează eroare |
| DJ-II-m-B-08227                       | Biserica „Adormirea Maicii Domnului”                                                                                       | sat Căciulatu; comuna Terpezița                   | | 1800-1805 | Încarcă foto \| video | Raportează eroare |
| DJ-II-m-B-08226 (RAN: 72114.03)       | Ruinele bisericii „Sf. Dumitru” a fostei mănăstiri Alba (Schit Zdralea-Roaba)                                              | sat Căciulătești; comuna Dobrești                 | | sec. XVII-XIX | Încarcă foto \| video | Raportează eroare |
| DJ-II-m-B-08228 (RAN: 71616.01)       | Biserica „Adormirea Maicii Domnului”, „Sf. Nicolae”                                                                        | sat Călărași; comuna Călărași                     | | 1820 | Încarcă foto \| video | Raportează eroare |
| DJ-II-m-B-08229                       | Biserica „Adormirea Maicii Domnului”                                                                                       | sat Călugărei; comuna Orodel                      | | 1833 | Încarcă foto \| video | Raportează eroare |
| DJ-II-m-B-08230                       | Biserica „Sf. Ierarh Nicolae”                                                                                              | sat Câmpeni; comuna Pielești                      | | 1871, pe locul unei biserici de lemn din 1770 | Încarcă foto \| video | Raportează eroare |
| DJ-II-m-B-08231 (RAN: 71901.04)       | Biserica „Sf. Nicolae” | sat Cârcea; comuna Cârcea                         | | 1815 | Încarcă foto \| video | Raportează eroare |
| DJ-II-m-B-08232                       | Biserica „Sf. Nicolae” | sat Celaru; comuna Celaru                         | | 1830 | Încarcă foto \| video | Raportează eroare |
| DJ-II-m-B-08233                       | Biserica „Intrarea în Biserică”                                                                                            | sat Celaru; comuna Celaru                         | | 1891 | Încarcă foto \| video | Raportează eroare |
| DJ-II-m-B-08234                       | Biserica „Sf. Nicolae” | sat Celaru; comuna Celaru                         | | 1860 | Încarcă foto \| video | Raportează eroare |
| DJ-II-m-B-08235                       | Biserica „Sf. Ioan Gură de Aur”                                                                                            | sat Cerăt; comuna Cerăt                           | | 1814 | Încarcă foto \| video | Raportează eroare |
| DJ-II-m-B-08236                       | Biserica „Sf. Nicolae” | sat Cernătești; comuna Cernatești                 | | 1820 | Încarcă foto \| video | Raportează eroare |
| DJ-II-m-A-08237                       | Cula Cernăteștilor | sat Cernătești; comuna Cernătești                 | 44.4431°N 23.43625°E | sec. XVIII | Încarcă foto \| video | Raportează eroare |
| DJ-II-m-B-08238                       | Biserica „Sf. Împărați” | sat Cetate; comuna Cetate                         | | 1814-1841 | Încarcă foto \| video | Raportează eroare |
| DJ-II-m-B-08239                       | Biserica „Sf. Nicolae” | sat Cetate; comuna Cetate                         | fostul sat înglobat Fîntîna Banului | 1860 | Încarcă foto \| video | Raportează eroare |
| DJ-II-m-B-08240                       | Biserica „Sf. Apostol Andrei”                                                                                              | sat Cioroiași; comuna Cioroiași                   | | 1846 | Încarcă foto \| video | Raportează eroare |
| DJ-II-m-B-08241                       | Biserica „Sf. Mucenic Haralambie”                                                                                          | sat Cioroiu Nou; comuna Cioroiași                 | | 1841 | Încarcă foto \| video | Raportează eroare |
| DJ-II-m-A-08242 (RAN: 74787.01)       | Biserica „Sf. Voievozi” a fostului schit Ciutura                                                                           | sat Ciutura; comuna Vârvoru de Jos                | | 1651, modif. 1851 | Încarcă foto \| video | Raportează eroare |
| DJ-II-m-B-08243                       | Biserica „Sf. Împărați” | sat Cleanov; comuna Carpen                        | | 1868 | Încarcă foto \| video | Raportează eroare |
| DJ-II-m-B-08244                       | Biserica „Sf. Nicolae” | sat Comănicea; comuna Secu                        | | 1868 | Încarcă foto \| video | Raportează eroare |
| DJ-II-m-B-08245                       | Biserica „Sf. Nicolae” | sat Comoșteni; comuna Gângiova                    | | 1786 | Încarcă foto \| video | Raportează eroare |
| DJ-II-m-B-08246                       | Biserica „Sf. Dumitru” | sat Corlate; comuna Izvoare                       | | sec. XIX | Încarcă foto \| video | Raportează eroare |
| DJ-II-m-B-08247                       | Biserica „Sf. Dumitru” | sat Cornetu; comuna Șimnicu de Sus                | | 1820 | Încarcă foto \| video | Raportează eroare |
| DJ-II-m-B-08248                       | Biserica „Sf. Mare Mucenic Dimitrie”                                                                                       | sat Cornu; comuna Orodel                          | | 1867 | Încarcă foto \| video | Raportează eroare |
| DJ-II-m-B-08249                       | Biserica „Sf. Nicolae” | sat Coșoveni; comuna Coșoveni                     | | 1809, pe locul unei biserici de lemn | Încarcă foto \| video | Raportează eroare |
| DJ-II-m-B-08250                       | Biserica „Sf. Voievozi” | sat Coșoveni; comuna Coșoveni                     | | 1794 | Încarcă foto \| video | Raportează eroare |
| DJ-II-m-B-08251                       | Conacul Nicolau (ruine) | sat Coșoveni; comuna Coșoveni                     | 44.24496°N 23.9277°E | 1797-1798 | Încarcă foto \| video | Raportează eroare |
| DJ-II-a-A-08252 (RAN: 70600.01)       | Ansamblul curții Coțofenilor                                                                                               | sat Coțofenii din Față; comuna Coțofenii din Față | Pe faleza luncii Jiului - malul stâng 44.45441°N 23.65673°E | mijl. sec. XVIII | Alte imagini          | Raportează eroare |
| DJ-II-m-A-08252.01                    | Casa Coțofenilor | sat Coțofenii din Față; comuna Coțofenii din Față | În parcul conacului | mijl. sec. XVIII |                       | Raportează eroare |
| DJ-II-m-A-08252.02                    | Biserica „Adormirea Maicii Domnului”                                                                                       | sat Coțofenii din Față; comuna Coțofenii din Față | | 1827 | Încarcă foto \| video | Raportează eroare |
| DJ-II-m-A-08252.03                    | Conac neoromânesc | sat Coțofenii din Față; comuna Coțofenii din Față | În parcul conacului | înc. sec. XX |                       | Raportează eroare |
| DJ-II-m-A-08252.04                    | Casa neoclasică | sat Coțofenii din Față; comuna Coțofenii din Față | În parcul conacului | înc. sec. XX | Încarcă foto \| video | Raportează eroare |
| DJ-II-m-A-08252.05                    | Parcul | sat Coțofenii din Față; comuna Coțofenii din Față | | 1906 | Încarcă foto \| video | Raportează eroare |
| DJ-II-m-A-08252.06                    | Școala veche | sat Coțofenii din Față; comuna Coțofenii din Față | În curtea bisericii | mijl. sec. XX | Încarcă foto \| video | Raportează eroare |
| DJ-II-m-B-08253                       | Biserica „Sf. Dumitru” | sat Covei; comuna Afumați                         | | 1858 | Încarcă foto \| video | Raportează eroare |
| DJ-II-m-B-08254                       | Ruinele bisericii „Sf. Apostoli”                                                                                           | sat Damian; comuna Sadova                         | | 1790 | Încarcă foto \| video | Raportează eroare |
| DJ-II-m-B-08255                       | Biserica „Sf. Gheorghe” | oraș Dăbuleni                                     | | 1813-1817 | Încarcă foto \| video | Raportează eroare |
| DJ-II-m-B-08256                       | Biserica „Sf. Nicolae” | sat Desa; comuna Desa                             | 43.87197°N 23.02787°E | 1860, ref. 1906 |                       | Raportează eroare |
| DJ-II-m-B-08257                       | Biserica „Sf. Nicolae” | sat Dioști; comuna Dioști                         | | 1866 | Încarcă foto \| video | Raportează eroare |
| DJ-II-a-B-08258                       | Ansamblu rural Dioști | sat Dioști; comuna Dioști                         | | 1936 | Încarcă foto \| video | Raportează eroare |
| DJ-II-m-B-08259                       | Biserica „Sf. Nicolae” | sat Dobridor; comuna Moțăței                      | | 1845 | Încarcă foto \| video | Raportează eroare |
| DJ-II-m-B-08260                       | Biserica „Sf. Nicolae” | sat Dobrotești; comuna Dobrotești                 | | 1858 | Încarcă foto \| video | Raportează eroare |
| DJ-II-m-B-08261                       | Biserica „Adormirea Maicii Domnului”                                                                                       | sat Drăgotești; comuna Drăgotești                 | | 1832 | Încarcă foto \| video | Raportează eroare |
| DJ-II-m-B-08262                       | Biserica „Sf. Nicolae” | sat Drăgotești; comuna Drăgotești                 | | 1842 | Încarcă foto \| video | Raportează eroare |
| DJ-II-m-B-08263                       | Biserica „Adormirea Maicii Domnului”                                                                                       | sat Drănic; comuna Drănic                         | | 1838 | Încarcă foto \| video | Raportează eroare |
| DJ-II-m-B-08264                       | Biserica „Sf. Apostoli” | sat Cârna; comuna Cârna                           | | 1898 | Încarcă foto \| video | Raportează eroare |
| DJ-II-m-B-08265                       | Biserica de lemn „Cuvioasa Paraschiva”                                                                                     | sat Fântânele; comuna Radovan                     | | 1707, ref. 1824 | Încarcă foto \| video | Raportează eroare |
| DJ-II-m-B-08266                       | Biserica „Sf. Nicolae” | sat Fântânele; comuna Teslui                      | | 1830 | Încarcă foto \| video | Raportează eroare |
| DJ-II-a-A-08267                       | Mausoleul familiei Filișanu                                                                                                | oraș Filiași                                      | Str. Brazda lui Novac 9 | 1865-1868 | Alte imagini          | Raportează eroare |
| DJ-II-m-A-08267.01                    | Mausoleul familiei Filișanu                                                                                                | oraș Filiași                                      | Str. Brazda lui Novac 9 | 1865-1868 |                       | Raportează eroare |
| DJ-II-m-A-08267.02                    | Casa-anexă | oraș Filiași                                      | Str. Brazda lui Novac 9 | 1865-1868 |                       | Raportează eroare |
| DJ-II-m-A-08267.03                    | Zid incintă cu poartă | oraș Filiași                                      | Str. Brazda lui Novac 9 | 1865-1868 |                       | Raportează eroare |
| DJ-II-m-B-08268                       | Biserica „Sf. Nicolae” | oraș Filiași                                      | Str. Gării 1 | 1887, pe locul unei biserici din sec. XVII | Încarcă foto \| video | Raportează eroare |
| DJ-II-m-B-08269                       | Biserica „Sf. Nicolae” | sat Foișor; comuna Drănic                         | | ante 1845 | Încarcă foto \| video | Raportează eroare |
| DJ-II-m-B-08271                       | Biserica „Sf. Nicolae” | sat Fratoștița; oraș Filiași                      | | 1750-1755 | Încarcă foto \| video | Raportează eroare |
| DJ-II-m-B-08270                       | Biserica „Sf. Dumitru” și „Intrarea în Biserică”                                                                           | sat Frățila; comuna Bulzești                      | | 1880 | Încarcă foto \| video | Raportează eroare |
| DJ-II-m-B-08272                       | Biserica „Sf. Voievozi” | sat Gabru; comuna Vârvoru de Jos                  | | 1891 | Încarcă foto \| video | Raportează eroare |
| DJ-II-m-B-08273                       | Biserica „Sf. Ioan Botezătorul”                                                                                            | sat Gârlești; comuna Carpen                       | | 1846, ref.1877 | Încarcă foto \| video | Raportează eroare |
| DJ-II-m-B-08274                       | Biserica „Înălțarea Domnului”                                                                                              | sat Gârlești; comuna Ghercești                    | | 1878 | Încarcă foto \| video | Raportează eroare |
| DJ-II-m-B-08275                       | Biserica „Cuvioasa Paraschiva”                                                                                             | sat Ghercești; comuna Ghercești                   | | 1831 | Încarcă foto \| video | Raportează eroare |
| DJ-II-m-B-08276                       | Biserica „Adormirea Maicii Domnului”                                                                                       | sat Ghidici; comuna Ghidici                       | | sf. sec. XIX | Încarcă foto \| video | Raportează eroare |
| DJ-II-m-B-08277                       | Biserica „Sf. Gheorghe și Sf. Dumitru”                                                                                     | sat Ghindeni; comuna Ghindeni                     | | 1825 | Încarcă foto \| video | Raportează eroare |
| DJ-II-m-B-08278                       | Biserica „Sf. Voievozi” | sat Ghizdăvești; comuna Celaru                    | | 1855 | Încarcă foto \| video | Raportează eroare |
| DJ-II-m-B-08279                       | Biserica „Sf. Ioan Botezătorul”                                                                                            | sat Ghizdăvești; comuna Celaru                    | | 1856 | Încarcă foto \| video | Raportează eroare |
| DJ-II-m-B-08280                       | Biserica „Sf. Dumitru” | sat Gighera; comuna Gighera                       | | 1848 | Încarcă foto \| video | Raportează eroare |
| DJ-II-m-B-08281                       | Biserica „Sf. Dumitru” și „Sf. Paraschiva”                                                                                 | sat Giubega; comuna Giubega                       | | ante 1845, ref. 1882 | Încarcă foto \| video | Raportează eroare |
| DJ-II-m-B-08282                       | Biserica „Sf. Arhangheli”                                                                                                  | sat Giurgița; comuna Giurgița                     | fostul sat înglobat Portărești | 1827 | Încarcă foto \| video | Raportează eroare |
| DJ-II-m-B-08283                       | Biserica „Adormirea Maicii Domnului”                                                                                       | sat Godeni; comuna Melinești                      | | 1854 | Încarcă foto \| video | Raportează eroare |
| DJ-II-m-B-08284                       | Biserica „Cuvioasa Paraschiva”                                                                                             | sat Goicea; comuna Goicea                         | fost sat GOICEA MARE | 1856 | Încarcă foto \| video | Raportează eroare |
| DJ-II-m-B-08285                       | Biserica „Sf. Pantelimon”                                                                                                  | sat Goiești; comuna Goiești                       | | 1816 | Încarcă foto \| video | Raportează eroare |
| DJ-II-m-B-08286                       | Biserica „Sf. Ioan Botezătorul”                                                                                            | sat Golfin; comuna Robănești                      | | 1875 | Încarcă foto \| video | Raportează eroare |
| DJ-II-m-B-08287                       | Biserica „Sf. Nicolae” | sat Golumbelu; comuna Fărcaș                      | | 1816 | Alte imagini          | Raportează eroare |
| DJ-II-m-B-08288                       | Biserica „Sf. Ioan Botezătorul”                                                                                            | sat Grecești; comuna Grecești                     | | 1853 | Încarcă foto \| video | Raportează eroare |
| DJ-II-m-B-08289                       | Biserica „Sf. Ioan Botezătorul” și „Sf. Haralambie”                                                                        | sat Grecești; comuna Grecești                     | | 1820 | Încarcă foto \| video | Raportează eroare |
| DJ-II-m-B-08290                       | Biserica „Înălțarea Domnului”                                                                                              | sat Gruița; comuna Goiești                        | fostul sat dezafectat Crucile 44.50289°N 23.80428°E | 1751-1753 | Alte imagini          | Raportează eroare |
| DJ-II-m-B-08291                       | Biserica de lemn „Sf. Gheorghe”                                                                                            | sat Gubaucea; comuna Vela                         | | ante 1845, ref. 1911 | Încarcă foto \| video | Raportează eroare |
| DJ-II-m-B-08292                       | Biserica „Intrarea în Biserică”                                                                                            | sat Gura Racului; comuna Bulzești                 | | ante 1831, ref. 1907 | Încarcă foto \| video | Raportează eroare |
| DJ-II-m-B-08293                       | Biserica „Sf. Apostoli și Sf. Arhangheli”                                                                                  | sat Horezu Poenari; comuna Valea Stanciului       | | 1852, ref. 1922 | Încarcă foto \| video | Raportează eroare |
| DJ-II-m-B-08294                       | Biserica „Sf. Nicolae” | sat Hunia; comuna Maglavit                        | | 1845 | Încarcă foto \| video | Raportează eroare |
| DJ-II-m-B-08295                       | Biserica „Adormirea Maicii Domnului”                                                                                       | sat Ișalnița; comuna Ișalnița                     | | 1705-1706, modif. 1875 | Încarcă foto \| video | Raportează eroare |
| DJ-II-m-B-08296                       | Biserica „Sf. Ioan Botezătorul”                                                                                            | sat Izvoare; comuna Izvoare                       | | 1853 | Încarcă foto \| video | Raportează eroare |
| DJ-II-m-B-08297                       | Biserica „Sf. Împărați” | sat Întorsura; comuna Întorsura                   | | 1783 | Încarcă foto \| video | Raportează eroare |
| DJ-II-m-B-08298                       | Biserica „Sf. Nicolae” | sat Jiul; comuna Podari                           | fost sat Vârâți | 1735 | Încarcă foto \| video | Raportează eroare |
| DJ-II-m-B-08299                       | Biserica „Nașterea Maicii Domnului”                                                                                        | sat Lăcrița; comuna Robănești                     | | 1875 | Încarcă foto \| video | Raportează eroare |
| DJ-II-m-B-08300 (RAN: 73756.01)       | Biserica „Sf. Dumitru” | sat Lânga; comuna Pielești                        | | 1744 | Încarcă foto \| video | Raportează eroare |
| DJ-II-m-B-08301                       | Ruinele bisericii „Sf. Nicolae”                                                                                            | sat Leu; comuna Leu                               | în cimitirul vechi | sec. XVIII | Încarcă foto \| video | Raportează eroare |
| DJ-II-m-B-08302                       | Biserica „Sf. Dumitru” | sat Leu; comuna Leu                               | | 1825, ref. 1872 | Încarcă foto \| video | Raportează eroare |
| DJ-II-m-B-08303                       | Biserica „Sf. Gheorghe” | sat Leu; comuna Leu                               | | 1810, ref. 1825, 1861-1871 | Încarcă foto \| video | Raportează eroare |
| DJ-II-m-B-08304                       | Biserica „Sf. Mucenic Dimitrie” și „Sf. Arhanghel Ștefan”                                                                  | sat Lipovu; comuna Lipovu                         | | 1854 | Încarcă foto \| video | Raportează eroare |
| DJ-II-m-B-08305                       | Biserica „Sf. Nicolae” | sat Lișteava; comuna Ostroveni                    | | 1845, ref.1883 - 1885 | Încarcă foto \| video | Raportează eroare |
| DJ-II-m-B-08306                       | Biserica „Adormirea Maicii Domnului”                                                                                       | sat Locusteni; comuna Daneți                      | | 1744 | Încarcă foto \| video | Raportează eroare |
| DJ-II-m-B-08307                       | Biserica „Sf. Nicolae” | sat Maglavit; comuna Maglavit                     | | 1845 | Încarcă foto \| video | Raportează eroare |
| DJ-II-m-B-08308                       | Biserica „Sf. Arhangheli”                                                                                                  | sat Marotinu de Jos; comuna Celaru                | | 1875 | Încarcă foto \| video | Raportează eroare |
| DJ-II-m-B-08309                       | Biserica „Cuvioasa Paraschiva”                                                                                             | sat Marotinu de Sus; comuna Celaru                | | 1868 | Încarcă foto \| video | Raportează eroare |
| DJ-II-m-B-08310                       | Biserica „Sf. Nicolae” | sat Măceșu de Jos; comuna Măceșu de Jos           | | 1833 | Încarcă foto \| video | Raportează eroare |
| DJ-II-m-B-08311                       | Ruinele bisericii „Sf. Nicolae”                                                                                            | sat Măceșu de Sus; comuna Măceșu de Sus           | | 1825 | Încarcă foto \| video | Raportează eroare |
| DJ-II-m-B-08312                       | Biserica „Adormirea Maicii Domnului”                                                                                       | sat Mălăești; comuna Goiești                      | | 1823 | Încarcă foto \| video | Raportează eroare |
| DJ-II-m-B-08313 (RAN: 73610.01)       | Biserica „Sf. Nicolae” | sat Mărăcinele; comuna Perișor                    | | 1694, ref. sec. XIX | Încarcă foto \| video | Raportează eroare |
| DJ-II-m-B-08314                       | Biserica „Sf. Ioan Botezătorul”                                                                                            | sat Mârșani; comuna Mârșani                       | | 1793, ref. 1896 | Încarcă foto \| video | Raportează eroare |
| DJ-II-m-B-08315                       | Biserica „Sf. Nicolae” | sat Mârșani; comuna Mârșani                       | | 1831, ref.1868 | Încarcă foto \| video | Raportează eroare |
| DJ-II-m-B-08316                       | Magazin | sat Melinești; comuna Melinești                   | | sec. XIX | Încarcă foto \| video | Raportează eroare |
| DJ-II-m-B-08317                       | Biserica „Cuvioasa Paraschiva”                                                                                             | sat Mihăița; comuna Coțofenii din Dos             | | ante 1876 | Încarcă foto \| video | Raportează eroare |
| DJ-II-m-B-08318                       | Biserica „Adormirea Maicii Domnului”                                                                                       | sat Milești; comuna Șimnicu de Sus                | | 1870 | Încarcă foto \| video | Raportează eroare |
| DJ-II-m-B-08319                       | Biserica „Sf. Nicolae” | sat Mischii; comuna Mischii                       | | 1864 | Încarcă foto \| video | Raportează eroare |
| DJ-II-m-B-08320                       | Biserica „Sf. Dumitru” | sat Mlecănești; comuna Mischii                    | | ante 1845 | Încarcă foto \| video | Raportează eroare |
| DJ-II-a-A-08321 (RAN: 69937.01)       | Mănăstirea Bucovăț (Coșuna)                                                                                                | localitatea Mofleni; municipiul Craiova           | | 1572 | Încarcă foto \| video | Raportează eroare |
| DJ-II-m-A-08321.01 (RAN: 69937.01.02) | Biserica „Sf. Nicolae” | localitatea Mofleni; municipiul Craiova           | | 1506-1512, ref. 1572 | Încarcă foto \| video | Raportează eroare |
| DJ-II-m-A-08321.02 (RAN: 69937.01.01) | Stăreție | localitatea Mofleni; municipiul Craiova           | | 1930-1942, pe ruinele vechii stareții și ale castrului Pelendava | Încarcă foto \| video | Raportează eroare |
| DJ-II-m-A-08321.03                    | Turn clopotniță | localitatea Mofleni; municipiul Craiova           | | 1930-1942 | Încarcă foto \| video | Raportează eroare |
| DJ-II-m-B-08323                       | Biserica „Sf. Paraschiva” și „Sf. Nicolae”                                                                                 | sat Motoci; comuna Mischii                        | | ante 1850, ref. 1900 | Încarcă foto \| video | Raportează eroare |
| DJ-II-m-B-08322                       | Biserica „Sf. Nicolae” | sat Moțăței; comuna Moțăței                       | | 1802-1804, ref.sec. XIX | Încarcă foto \| video | Raportează eroare |
| DJ-II-m-B-08324                       | Biserica „Adormirea Maicii Domnului”                                                                                       | sat Muereni; comuna Goiești                       | | 1743-1746 |                       | Raportează eroare |
| DJ-II-m-B-08325                       | Biserica „Adormirea Maicii Domnului”                                                                                       | sat Murgași; comuna Murgași                       | | 1807-1811 | Încarcă foto \| video | Raportează eroare |
| DJ-II-m-B-08326                       | Biserica „Intrarea în Biserică”                                                                                            | sat Murta; comuna Dobrești                        | | 1839-1845, ref.1894 | Încarcă foto \| video | Raportează eroare |
| DJ-II-m-B-08327                       | Biserica „Sf. Dumitru” | sat Nedeia; comuna Gighera                        | | sec. XVIII, modif. sec. XIX | Încarcă foto \| video | Raportează eroare |
| DJ-II-m-B-08328                       | Biserica „Sf. Nicolae” | sat Negoi; comuna Negoi                           | | 1814-1816 | Încarcă foto \| video | Raportează eroare |
| DJ-II-a-A-08329 (RAN: 73166.01)       | Ansamblul curții boierești Cornea Brăiloiu                                                                                 | sat Negoiești; comuna Melinești                   | 44.52892°N 23.7275°E | 1695-1705,1774 | Încarcă foto \| video | Raportează eroare |
| DJ-II-m-A-08329.01 (RAN: 73166.01.01) | Conac | sat Negoiești; comuna Melinești                   | | 1695-1705, modif. sec. XIX | Încarcă foto \| video | Raportează eroare |
| DJ-II-m-A-08329.02                    | Biserica „Sf. Voievozi” | sat Negoiești; comuna Melinești                   | | 1774, modif. 1894 | Încarcă foto \| video | Raportează eroare |
| DJ-II-m-B-08330                       | Biserica „Adormirea Maicii Domnului”                                                                                       | sat Nisipuri; comuna Amărăștii de Sus             | | 1897 | Încarcă foto \| video | Raportează eroare |
| DJ-II-m-B-08331                       | Biserica „Adormirea Maicii Domnului”                                                                                       | sat Ostroveni; comuna Ostroveni                   | | 1796 | Încarcă foto \| video | Raportează eroare |
| DJ-II-m-B-08332                       | Biserica „Sf. Nicolae” | sat Ostroveni; comuna Ostroveni                   | în fostul sat Grindeni | 1792 | Încarcă foto \| video | Raportează eroare |
| DJ-II-m-B-08333                       | Biserica „Sf. Treime” | sat Ostroveni; comuna Ostroveni                   | în fostul sat Orășani | 1793 | Încarcă foto \| video | Raportează eroare |
| DJ-II-m-B-08334                       | Biserica „Sf. Nicolae” | sat Padea; comuna Drănic                          | | 1857 | Încarcă foto \| video | Raportează eroare |
| DJ-II-m-B-08335                       | Biserica „Sf. Nicolae” | sat Palilula; comuna Bucovăț                      | | 1838 | Încarcă foto \| video | Raportează eroare |
| DJ-II-m-B-08336                       | Biserica „Sf. Nicolae” | sat Perișor; comuna Perișor                       | 44.14361°N 23.4885°E | 1862 |                       | Raportează eroare |
| DJ-II-m-B-08337                       | Biserica „Sf. Voievozi” | sat Pielești; comuna Pielești                     | | 1830 | Încarcă foto \| video | Raportează eroare |
| DJ-II-m-B-08338                       | Biserica „Sf. Nicolae” | sat Piscu Sadovei; comuna Sadova                  | | 1844 | Încarcă foto \| video | Raportează eroare |
| DJ-II-m-B-08339                       | Biserica „Sf. Nicolae” | sat Plenița; comuna Plenița                       | | 1857 | Încarcă foto \| video | Raportează eroare |
| DJ-II-m-B-08340                       | Biserica „Sf. Nicolae” | sat Pleșoi; comuna Pleșoi                         | | 1780, ref. 1815 | Încarcă foto \| video | Raportează eroare |
| DJ-II-m-B-08341                       | Biserica „Sf. Treime” și „Sf. Împărați”                                                                                    | sat Plopșor; comuna Sălcuța                       | | 1840, ref.1904 | Încarcă foto \| video | Raportează eroare |
| DJ-II-m-B-08342                       | Biserica „Sf. Grigore Decapolitul”                                                                                         | sat Podari; comuna Podari                         | | 1817, ref. 1914 | Încarcă foto \| video | Raportează eroare |
| DJ-II-m-B-08343                       | Biserica „Sf. Voievozi” | sat Poiana Mare; comuna Poiana Mare               | | 1849 | Încarcă foto \| video | Raportează eroare |
| DJ-II-m-B-08344                       | Biserica „Sf. Dumitru” | sat Pometești; comuna Goiești                     | | sec. XVIII | Încarcă foto \| video | Raportează eroare |
| DJ-II-m-B-08345                       | Biserica „Sf. Nicolae” | sat Popânzălești; comuna Drăgotești               | | 1799, ref. 1853 | Încarcă foto \| video | Raportează eroare |
| DJ-II-m-B-08346                       | Biserica „Izvorul Tămăduirii”                                                                                              | sat Popânzălești; comuna Drăgotești               | în fostul sat Ciupuria | 1837 | Încarcă foto \| video | Raportează eroare |
| DJ-II-m-B-08347                       | Biserica „Sf. Mucenic Gheorghe”                                                                                            | localitatea Popoveni; municipiul Craiova          | | 1846 | Încarcă foto \| video | Raportează eroare |
| DJ-II-a-A-08348 (RAN: 73095.01)       | Ansamblul curții boierilor Jieni                                                                                           | sat Preajba; comuna Malu Mare                     | 44.26639°N 23.8475°E | sec XVII - XVIII | Alte imagini          | Raportează eroare |
| DJ-II-m-A-08348.01 (RAN: 73095.01.01) | Conacul lui Stan Jianu | sat Preajba; comuna Malu Mare                     | | sec. XVIII |                       | Raportează eroare |
| DJ-II-m-A-08348.02 (RAN: 73095.01.02) | Biserica „Sf. Ștefan și Sf. Gheorghe”                                                                                      | sat Preajba; comuna Malu Mare                     | | sec. XVII, ref. 1778 - 1779 | Încarcă foto \| video | Raportează eroare |
| DJ-II-m-B-08349                       | Biserica „Sf. Voievozi” | sat Preajba de Pădure; comuna Teslui              | | 1892 | Încarcă foto \| video | Raportează eroare |
| DJ-II-m-B-08350                       | Biserica „Adormirea Maicii Domnului”                                                                                       | sat Predești; comuna Predești                     | | ante 1892 | Încarcă foto \| video | Raportează eroare |
| DJ-II-m-B-08351                       | Biserica „Intrarea în Biserică”                                                                                            | sat Prejoi; comuna Bulzești                       | | 1881 | Încarcă foto \| video | Raportează eroare |
| DJ-II-m-B-08352                       | Biserica „Adormirea Maicii Domnului”                                                                                       | sat Puțuri; comuna Castranova                     | | 1862 | Încarcă foto \| video | Raportează eroare |
| DJ-II-m-B-08353                       | Biserica „Sf. Trei Ierarhi”                                                                                                | sat Puțuri; comuna Castranova                     | | înc. sec. XVIII, ref. 1866 | Încarcă foto \| video | Raportează eroare |
| DJ-II-m-B-08354                       | Biserica „Sf. Mare Mucenic Gheorghe”                                                                                       | sat Radomir; comuna Dioști                        | | 1815, ref.1897 | Încarcă foto \| video | Raportează eroare |
| DJ-II-m-B-08355                       | Biserica „Intrarea în Biserică”                                                                                            | sat Radovan; comuna Radovan                       | | sec. XIX, ref. 1870 | Încarcă foto \| video | Raportează eroare |
| DJ-II-m-B-08356                       | Biserica de lemn „Sf. Nicolae”                                                                                             | sat Rasnicu Oghian; comuna Cernătești             | | 1846-1855, ref. 1917 | Încarcă foto \| video | Raportează eroare |
| DJ-II-m-B-08357                       | Biserica „Sf. Nicolae”, „Sf. Paraschiva”                                                                                   | sat Rast; comuna Rast                             | | ante 1844, ref. 1909 | Încarcă foto \| video | Raportează eroare |
| DJ-II-m-B-08358                       | Biserica „Sf. Nicolae” | sat Rojiște; comuna Rojiște                       | | 1780 | Încarcă foto \| video | Raportează eroare |
| DJ-II-m-B-08359                       | Biserica „Sf. Dumitru” | sat Rupturile; comuna Murgași                     | | 1790 | Încarcă foto \| video | Raportează eroare |
| DJ-II-a-B-08360 (RAN: 74000.01)       | Mânăstirea Sadova | sat Sadova; comuna Sadova                         | 43.90572°N 23.92528°E | sec. XVII | Încarcă foto \| video | Raportează eroare |
| DJ-II-m-B-08360.01 (RAN: 74000.01.02) | Biserica „Sf. Nicolae” | sat Sadova; comuna Sadova                         | | sf. sec. XV - înc. sec. XVI, ref. din zid 1633 | Încarcă foto \| video | Raportează eroare |
| DJ-II-m-B-08360.02                    | Bolnița „Intrarea în Biserică”                                                                                             | sat Sadova; comuna Sadova                         | | 1692-1693, ref. 1793 - 1801 | Încarcă foto \| video | Raportează eroare |
| DJ-II-m-B-08360.03                    | Stăreție (ruine) | sat Sadova; comuna Sadova                         | | sec. XIX | Încarcă foto \| video | Raportează eroare |
| DJ-II-m-B-08360.04                    | Turn clopotniță (ruine) | sat Sadova; comuna Sadova                         | | sec. XVII | Încarcă foto \| video | Raportează eroare |
| DJ-II-m-B-08360.05                    | Zid de incintă (ruine) | sat Sadova; comuna Sadova                         | | sec. XVII | Încarcă foto \| video | Raportează eroare |
| DJ-II-m-B-08361                       | Biserica „Sf. Nicolae”, „Sf. Dumitru și Sf. Paraschiva”                                                                    | sat Scăești; comuna Scăești                       | | 1814 | Încarcă foto \| video | Raportează eroare |
| DJ-II-m-B-08362                       | Biserica „Sf. Nicolae” | sat Seaca de Câmp; comuna Seaca de Câmp           | | 1856 | Încarcă foto \| video | Raportează eroare |
| DJ-II-m-B-08363                       | Biserica de lemn „Sf. Împărați”                                                                                            | sat Seaca de Pădure; comuna Seaca de Pădure       | | ante 1845, ref. de zid 1889 - 1891 | Încarcă foto \| video | Raportează eroare |
| DJ-II-m-B-08364                       | Biserica de lemn „Sf. Nicolae”                                                                                             | sat Secu; comuna Secu                             | | sec. XVIII, ref. 1860 | Încarcă foto \| video | Raportează eroare |
| DJ-II-m-B-08365                       | Biserica de lemn „Sf. Nicolae”                                                                                             | sat Secu; comuna Secu                             | fostul sat Țiuleni | 1831 | Încarcă foto \| video | Raportează eroare |
| DJ-II-m-B-08366                       | Biserica „Sf. Nicolae” | sat Secui; comuna Teasc                           | | sf. sec. XVIII - înc.sec. XIX | Încarcă foto \| video | Raportează eroare |
| DJ-II-m-B-08367                       | Biserica „Sf. Voievozi” | sat Seculești; comuna Bulzești                    | | 1805 | Încarcă foto \| video | Raportează eroare |
| DJ-II-a-B-08368 (RAN: 70511.01)       | Mănăstirea Segarcea (fosta)                                                                                                | oraș Segarcea                                     | Str. Dealul Viilor 7 | sec. XVI - XIX | Încarcă foto \| video | Raportează eroare |
| DJ-II-m-B-08368.01 (RAN: 70511.01.02) | Biserica „Adormirea Maicii Domnului”                                                                                       | oraș Segarcea                                     | Str. Dealul Viilor 7 | sec. XVII, ref.sec. XVIII; modificată 1903 | Încarcă foto \| video | Raportează eroare |
| DJ-II-m-B-08368.02 (RAN: 70511.01.03) | Fosta Stăreție | oraș Segarcea                                     | Str. Dealul Viilor 7 | sec. XVII, modificată 1903 | Încarcă foto \| video | Raportează eroare |
| DJ-II-m-B-08368.03                    | Zid de incintă din cărămidă - pe laturile de est, sud, și vest ale terenului aferent bisericii „Adormirea Maicii Domnului” | oraș Segarcea                                     | Str. Dealul Viilor 7 | sec. XVIII | Încarcă foto \| video | Raportează eroare |
| DJ-II-m-B-08369                       | Biserica „Sf. Împărați” | sat Siliștea Crucii; comuna Siliștea Crucii       | | 1850-1852, ref. 1904 | Încarcă foto \| video | Raportează eroare |
| DJ-II-m-B-08370                       | Biserica „Sf. Voievozi” | sat Soceni; comuna Fărcaș                         | | 1865 | Încarcă foto \| video | Raportează eroare |
| DJ-II-m-B-08371                       | Biserica „Sf. Împărați” | sat Sopot; comuna Sopot                           | | 1890 | Încarcă foto \| video | Raportează eroare |
| DJ-II-m-B-08372                       | Biserica „Intrarea în Biserică”                                                                                            | sat Soreni; comuna Celaru                         | | 1853 | Încarcă foto \| video | Raportează eroare |
| DJ-II-m-B-08373                       | Ruinele bisericii „Sf. Nicolae”                                                                                            | sat Spineni; comuna Melinești                     | | 1785-1786 | Încarcă foto \| video | Raportează eroare |
| DJ-II-m-B-08374                       | Casa parohială | localitatea Șimnicu de Jos; municipiul Craiova    | Cartier Bariera Vâlcii | 1867 | Încarcă foto \| video | Raportează eroare |
| DJ-II-m-B-08375                       | Biserica „Adormirea Maicii Domnului”                                                                                       | sat Șimnicu de Sus; comuna Șimnicu de Sus         | Cartier Bariera Vâlcii | 1838 | Încarcă foto \| video | Raportează eroare |
| DJ-II-m-B-08376                       | Biserica „Adormirea Maicii Domnului”                                                                                       | sat Șitoaia; comuna Almăj                         | | 1819 | Încarcă foto \| video | Raportează eroare |
| DJ-II-m-B-08377                       | Biserica „Sf. Împărați” | sat Știubei; comuna Vela                          | | 1882 | Încarcă foto \| video | Raportează eroare |
| DJ-II-m-B-08378                       | Biserica „Adormirea Maicii Domnului”                                                                                       | sat Tatomirești; comuna Brădești                  | | 1770-1780, cu adăugiri ulterioare | Încarcă foto \| video | Raportează eroare |
| DJ-II-m-B-08379                       | Biserica „Sf. Ioan Botezătorul”                                                                                            | sat Tâmburești; comuna Rojiște                    | | înc. sec. XIX | Încarcă foto \| video | Raportează eroare |
| DJ-II-m-B-08380 (RAN: 73898.01)       | Biserica „Sf. Gheorghe” a fostului schit Târnavița                                                                         | sat Târnava; comuna Radovan                       | | 1672, pictată 1694 |                       | Raportează eroare |
| DJ-II-m-B-08381                       | Biserica „Sf. Nicolae” | sat Teasc; comuna Teasc                           | | ante 1845, ref. 1864 | Încarcă foto \| video | Raportează eroare |
| DJ-II-m-B-08382                       | Biserica „Sf. Nicolae” | sat Teiu; comuna Orodel                           | Fostul sat (înglobat) Cornu | 1899 | Încarcă foto \| video | Raportează eroare |
| DJ-II-m-B-08383                       | Biserica „Sf. Dumitru” | sat Tencănău; comuna Sălcuța                      | | 1828 | Încarcă foto \| video | Raportează eroare |
| DJ-II-m-B-08384                       | Biserica „Sf. Nicolae”, „Sf. Dumitru”                                                                                      | sat Terpezița; comuna Terpezița                   | | 1786, ref. 1877-1899 | Încarcă foto \| video | Raportează eroare |
| DJ-II-m-B-08385                       | Biserica „Sf. Nicolae” | sat Teslui; comuna Teslui                         | | 1840 | Încarcă foto \| video | Raportează eroare |
| DJ-II-m-B-08386                       | Biserica „Sf. Nicolae” | sat Țuglui; comuna Țuglui                         | Fostul sat (înglobat) Glodu | 1893 | Încarcă foto \| video | Raportează eroare |
| DJ-II-m-B-08387                       | Biserica „Sf. Nicolae” | sat Ungureni; comuna Ghercești                    | | 1785 | Încarcă foto \| video | Raportează eroare |
| DJ-II-m-B-08388                       | Biserica „Nașterea Maicii Domnului”                                                                                        | sat Urechești; comuna Mischii                     | | 1850 | Încarcă foto \| video | Raportează eroare |
| DJ-II-m-B-08389                       | Biserica „Sf. Nicolae” | sat Urzica Mare; comuna Urzicuța                  | | 1853 | Încarcă foto \| video | Raportează eroare |
| DJ-II-m-B-08390                       | Biserica „Sf. Gheorghe” | sat Urzicuța; comuna Urzicuța                     | | sec. XIX | Încarcă foto \| video | Raportează eroare |
| DJ-II-m-B-08391                       | Biserica de lemn „Cuvioasa Paraschiva”                                                                                     | sat Valea Fântânilor; comuna Braloștița           | | 1875 | Încarcă foto \| video | Raportează eroare |
| DJ-II-m-B-08392 (RAN: 74091.01)       | Biserica de lemn „Adormirea Maicii Domnului”                                                                               | sat Valea lui Pătru; comuna Scăești               | | 1815 | Încarcă foto \| video | Raportează eroare |
| DJ-II-m-B-08393                       | Biserica „Sf. Treime” | sat Valea Mare; comuna Melinești                  | | 1893 | Încarcă foto \| video | Raportează eroare |
| DJ-II-m-B-08394                       | Biserica „Sf. Voievozi” | sat Valea Stanciului; comuna Valea Stanciului     | | 1792 | Încarcă foto \| video | Raportează eroare |
| DJ-II-m-B-08395 (RAN: 74590.02)       | Biserica „Sf. Dumitru” | sat Valea Stanciului; comuna Valea Stanciului     | Fostul sat Țugurești | sec. XVII, ref. la 1869 | Încarcă foto \| video | Raportează eroare |
| DJ-II-m-B-08396                       | Biserica „Sf. Nicolae” | sat Valea Stanciului; comuna Valea Stanciului     | Fostul sat Bârza | 1822, ref. 1889 | Încarcă foto \| video | Raportează eroare |
| DJ-II-m-B-08397                       | Biserica „Sf. Nicolae”, „Sf. Împărați”                                                                                     | sat Vârtop; comuna Vârtop                         | | 1805 | Încarcă foto \| video | Raportează eroare |
| DJ-II-m-B-08398                       | Biserica „Adormirea Maicii Domnului”                                                                                       | sat Vârvor; comuna Vârvoru de Jos                 | | 1701-1800, ref. 1871 | Încarcă foto \| video | Raportează eroare |
| DJ-II-m-B-08399 (RAN: 74251.01)       | Biserica „Sf. Voievozi” | sat Vela; comuna Vela                             | | 1848 | Încarcă foto \| video | Raportează eroare |
| DJ-II-m-B-08400                       | Biserica „Adormirea Maicii Domnului”                                                                                       | sat Velești; comuna Murgași                       | în cimitirul satului | 1786 | Încarcă foto \| video | Raportează eroare |
| DJ-II-m-B-08401                       | Biserica „Sf. Nicolae” | sat Verbița; comuna Verbița                       | | 1881 | Încarcă foto \| video | Raportează eroare |
| DJ-II-m-B-08402                       | Biserica „Sf. Nicolae” | sat Viișoara; comuna Drăgotești                   | | 1865 | Încarcă foto \| video | Raportează eroare |
| DJ-II-m-B-08403                       | Biserica „Sf. Voievozi” | sat Viișoara Moșneni; comuna Teslui               | | 1839 | Încarcă foto \| video | Raportează eroare |
| DJ-II-m-B-08404                       | Biserica „Sf. Nicolae” | sat Zănoaga; comuna Leu                           | | 1814, ref. 1894 | Încarcă foto \| video | Raportează eroare |
| DJ-II-m-B-08405                       | Biserica „Sf. Nicolae” | sat Zăval; comuna Gighera                         | 43.84755°N 23.84105°E | 1845 |                       | Raportează eroare |
| DJ-II-m-B-08406                       | Biserica „Sf. Nicolae” | sat Zvorsca; comuna Amărăștii de Sus              | | 1864 | Încarcă foto \| video | Raportează eroare |
| DJ-III-m-B-08407                      | Bustul lui Petrache Poenaru                                                                                                | municipiul Craiova                                | Str. Alecsandri Vasile 73, Școalagenerală nr. 9 | 1935 | Încarcă foto \| video | Raportează eroare |
| DJ-III-m-B-08408                      | Monumentul Eroilor Regimentului I Dolj                                                                                     | municipiul Craiova                                | Str. Amaradiei 36, colț cu str. Doljului, în curtea unității militare | | Încarcă foto \| video | Raportează eroare |
| DJ-III-m-B-08409                      | Bustul lui Ștefan Velovan                                                                                                  | municipiul Craiova                                | Calea București 176, în fața facultății de Mecanică | 1925,1938 | Încarcă foto \| video | Raportează eroare |
| DJ-III-m-B-08410                      | Statuia lui Alexandru Ioan Cuza                                                                                            | municipiul Craiova                                | Str. Cuza Alexandru Ioan 2, în fața Primăriei Craiova | | Încarcă foto \| video | Raportează eroare |
| DJ-III-m-B-08411                      | Fântâna Roșie | municipiul Craiova                                | Str. Doja Gheorghe 7 | 1850 | Încarcă foto \| video | Raportează eroare |
| DJ-III-m-B-08412                      | Bustul generalului S. Stoilov                                                                                              | municipiul Craiova                                | Str. Enescu George 78, în cimitirul Sineasca | | Încarcă foto \| video | Raportează eroare |
| DJ-III-m-B-08413                      | Fântâna Popova | municipiul Craiova                                | Str. Fântâna Popova, la capătul străzii | sec. XVII | Încarcă foto \| video | Raportează eroare |
| DJ-III-m-B-08414                      | Monumentul „Eugeniu Carada”                                                                                                | municipiul Craiova                                | Str. Fortunescu C. D. | | Încarcă foto \| video | Raportează eroare |
| DJ-III-m-B-08415                      | Bustul lui Traian Demetrescu                                                                                               | municipiul Craiova                                | Str. Frații Buzești 8 | 1912 |                       | Raportează eroare |
| DJ-III-m-B-08416                      | Fântâna „Jianu” | municipiul Craiova                                | Str. Iancu Jianu 5, în Grădina Botanică | 1800, ref. în 1930 | Încarcă foto \| video | Raportează eroare |
| DJ-III-m-B-08417                      | Bustul lui Ioan Maiorescu                                                                                                  | municipiul Craiova                                | Str. Maiorescu Ioan, în fața Liceului Elena Cuza 44.31945°N 23.79286°E | 1911 |                       | Raportează eroare |
| DJ-III-m-B-08418                      | Monumentul „Barbu Știrbei”                                                                                                 | municipiul Craiova                                | Str. Maiorescu Ioan 9, în curtea bisericii „Sf. Treime” | 1907 | Încarcă foto \| video | Raportează eroare |
| DJ-III-m-B-08419                      | Fântâna Purcarului | municipiul Craiova                                | Str. Matei Basarab 11 | 1816 | Încarcă foto \| video | Raportează eroare |
| DJ-III-m-B-08420                      | Monumentul „Tudor Vladimirescu”                                                                                            | municipiul Craiova                                | Str. Mihai Viteazul 18, în fața Institutului Agronomic 44.31998°N 23.78713°E | | Alte imagini          | Raportează eroare |
| DJ-III-m-B-08421                      | Monumentul „Frații Buzești”                                                                                                | municipiul Craiova                                | Bd. Știrbei Vodă, în fața Liceului „Frații Buzești” | Boris Caragea |                       | Raportează eroare |
| DJ-III-m-B-08422                      | Bustul dr. Ion Augustin | municipiul Craiova                                | Bd. Titulescu Nicolae 11, în curtea Spitalului Filantropia | 1927 | Încarcă foto \| video | Raportează eroare |
| DJ-III-m-B-08423                      | Bustul lui Teodor Aman | municipiul Craiova                                | Calea Unirii 15, în fața Muzeului de Artă (Palatului Constantin Mihail) 44.31905°N 23.79504°E | | Încarcă foto \| video | Raportează eroare |
| DJ-III-m-B-08424                      | Obeliscul „1877” | municipiul Băilești                               | Str. Eternității | 1878 | Încarcă foto \| video | Raportează eroare |
| DJ-III-m-B-08425                      | Monumentul Eroilor de la 1916 - 1918                                                                                       | municipiul Băilești                               | Str. Victoriei | 1918 |                       | Raportează eroare |
| DJ-III-m-B-08426                      | Obeliscul „Obuz” | municipiul Calafat                                | În parcul orașului | | Încarcă foto \| video | Raportează eroare |
| DJ-III-m-B-08427                      | Monumentul comemorativ al Războiului din 1877                                                                              | municipiul Calafat                                | În parcul orașului | 1918 |                       | Raportează eroare |
| DJ-III-m-B-08428                      | Obeliscul „Bateria Mircea”                                                                                                 | municipiul Calafat                                | În parcul orașului | |                       | Raportează eroare |
| DJ-III-m-B-08429                      | Obeliscul „Bateria Perseverența”                                                                                           | sat Ciuperceni; comuna Ciuperceni                 | „La Jdegla” - pe malul Dunării | | Încarcă foto \| video | Raportează eroare |
| DJ-IV-m-B-08430                       | Cruce de piatră | municipiul Craiova                                | Str. Amaradia 19, în curtea bisericii Sf. Nicolae - Belivacă | 1801 |                       | Raportează eroare |
| DJ-IV-m-B-08431                       | Monumentul funerar al lui Iosif și Ralian Samitca                                                                          | municipiul Craiova                                | Str. Bucovăț, în Cimitirul evreiesc | | Încarcă foto \| video | Raportează eroare |
| DJ-IV-m-B-08432                       | Monumentul Eroilor ruși din războiul ruso-turc din 1828-1829                                                               | municipiul Craiova                                | Str. Bucovăț, în Cimitirul catolic | 1829 | Încarcă foto \| video | Raportează eroare |
| DJ-IV-m-B-08433                       | Casa poetului Traian Demetrescu                                                                                            | municipiul Craiova                                | Str. Demetrescu Traian 13 | mijl. sec. XIX | Încarcă foto \| video | Raportează eroare |
| DJ-IV-m-B-08434                       | Monumentul funerar al familiei Alexandrescu                                                                                | municipiul Craiova                                | Str. Enescu George 78, în cimitirul Sineasca | | Încarcă foto \| video | Raportează eroare |
| DJ-IV-m-B-08435                       | Monumentul funerar al lui Al. Aman                                                                                         | municipiul Craiova                                | Str. Enescu George 78, în cimitirul Sineasca | | Încarcă foto \| video | Raportează eroare |
| DJ-IV-m-B-08436                       | Monumentul funerar al lui Barbu Bălcescu                                                                                   | municipiul Craiova                                | Str. Enescu George 78, în cimitirul Sineasca | | Încarcă foto \| video | Raportează eroare |
| DJ-IV-m-B-08437                       | Monumentul funerar al familiei Bibescu                                                                                     | municipiul Craiova                                | Str. Enescu George 78, în cimitirul Sineasca | | Încarcă foto \| video | Raportează eroare |
| DJ-IV-m-B-08438                       | Monumentul funerar al lui Ulisse Boldescu                                                                                  | municipiul Craiova                                | Str. Enescu George 78, în cimitirul Sineasca | | Încarcă foto \| video | Raportează eroare |
| DJ-IV-m-B-08439                       | Monumentul funerar al familiei Cernătescu                                                                                  | municipiul Craiova                                | Str. Enescu George 78, în cimitirul Sineasca | | Încarcă foto \| video | Raportează eroare |
| DJ-IV-m-B-08440                       | Monumentul funerar al familiei Ghețianu                                                                                    | municipiul Craiova                                | Str. Enescu George 78, în cimitirul Sineasca | | Încarcă foto \| video | Raportează eroare |
| DJ-IV-m-B-08441                       | Monumentul funerar al lui Eugeniu Carada                                                                                   | municipiul Craiova                                | Str. Enescu George 78, în cimitirul Sineasca | | Încarcă foto \| video | Raportează eroare |
| DJ-IV-m-B-08442                       | Monumentul funerar al lui E. Geblescu                                                                                      | municipiul Craiova                                | Str. Enescu George 78, în cimitirul Sineasca | | Încarcă foto \| video | Raportează eroare |
| DJ-IV-m-B-08443                       | Monumentul funerar al familiei Glogoveanu                                                                                  | municipiul Craiova                                | Str. Enescu George 78, în cimitirul Sineasca | | Încarcă foto \| video | Raportează eroare |
| DJ-IV-m-B-08444                       | Monumentul funerar al lui E. Gârleșteanu                                                                                   | municipiul Craiova                                | Str. Enescu George 78, în cimitirul Sineasca | | Încarcă foto \| video | Raportează eroare |
| DJ-IV-m-B-08445                       | Monumentul funerar al lui Leonte Leontian                                                                                  | municipiul Craiova                                | Str. Enescu George 78, în cimitirul Sineasca | | Încarcă foto \| video | Raportează eroare |
| DJ-IV-m-B-08446                       | Monumentul funerar al lui Romulus Magheru                                                                                  | municipiul Craiova                                | Str. Enescu George 78, în cimitirul Sineasca | | Încarcă foto \| video | Raportează eroare |
| DJ-IV-m-B-08447                       | Monumentul funerar al Lt. Col. Petre Mareș                                                                                 | municipiul Craiova                                | Str. Enescu George 78, în cimitirul Sineasca | | Încarcă foto \| video | Raportează eroare |
| DJ-IV-m-B-08448                       | Monumentul funerar al lui Racoviță-Socolescu                                                                               | municipiul Craiova                                | Str. Enescu George 78, în cimitirul Sineasca | 1898 | Încarcă foto \| video | Raportează eroare |
| DJ-IV-m-B-08449                       | Monumentul funerar al familiei Roscovski                                                                                   | municipiul Craiova                                | Str. Enescu George 78, în cimitirul Sineasca | | Încarcă foto \| video | Raportează eroare |
| DJ-IV-m-B-08450                       | Monumentul funerar al lui P. Rusenescu                                                                                     | municipiul Craiova                                | Str. Enescu George 78, în cimitirul Sineasca | | Încarcă foto \| video | Raportează eroare |
| DJ-IV-m-B-08451                       | Monumentul funerar al lui Amilcar Săndulescu                                                                               | municipiul Craiova                                | Str. Enescu George 78, în cimitirul Sineasca | | Încarcă foto \| video | Raportează eroare |
| DJ-IV-m-B-08452                       | Monumentul funerar al lui Otton Sachelarie                                                                                 | municipiul Craiova                                | Str. Enescu George 78, în cimitirul Sineasca | | Încarcă foto \| video | Raportează eroare |
| DJ-IV-m-B-08453                       | Monumentul funerar al lui C. Vălimărescu                                                                                   | municipiul Craiova                                | Str. Enescu George 78, în cimitirul Sineasca | | Încarcă foto \| video | Raportează eroare |
| DJ-IV-m-B-08454                       | Cruce de piatră | municipiul Craiova                                | Str. Matei Basarab 16, Parcul Trandafirilor | 1826 |                       | Raportează eroare |
| DJ-IV-m-B-08455                       | Monumentul funerar al familiei Vorvoreanu                                                                                  | municipiul Craiova                                | Str. Pinului, în cimitirul Ungureni | | Încarcă foto \| video | Raportează eroare |
| DJ-IV-m-B-08456                       | Monumentul funerar al lui Jean Mihail                                                                                      | municipiul Craiova                                | Str. Pinului, în cimitirul Ungureni | | Încarcă foto \| video | Raportează eroare |
| DJ-IV-m-B-08457                       | Monumentul funerar al lui N. Mihail                                                                                        | municipiul Craiova                                | Str. Pinului, în cimitirul Ungureni | | Încarcă foto \| video | Raportează eroare |
| DJ-IV-m-B-08458                       | Cruce de piatră | sat Argetoaia; comuna Argetoaia                   | Cartierul Macrea | înc. sec. XIX | Încarcă foto \| video | Raportează eroare |
| DJ-IV-m-B-08459                       | Crucedelemn | sat Bădoși; comuna Bratovoești                    | în cimitirul satului | 1840 | Încarcă foto \| video | Raportează eroare |
| DJ-IV-m-B-08460                       | Piatră de mormânt | sat Brabeți; comuna Daneți                        | în cimitirul satului | 1842 | Încarcă foto \| video | Raportează eroare |
| DJ-IV-m-B-08461                       | Cruce de piatră | sat Cârcea; comuna Coșoveni                       | | înc. sec. XIX | Încarcă foto \| video | Raportează eroare |
| DJ-IV-m-B-08462                       | Monumentul funerar al lui I. Solomon                                                                                       | sat Ișalnița; comuna Ișalnița                     | În curtea bisericii | | Încarcă foto \| video | Raportează eroare |
| DJ-IV-m-B-08463                       | Piatră funerară | sat Mălăești; comuna Goiești                      | În cimitirul satului | 1823 | Încarcă foto \| video | Raportează eroare |
| DJ-IV-m-B-08464                       | Cruce de piatră | sat Moțăței; comuna Moțăței                       | Lângă gară | 1770 | Încarcă foto \| video | Raportează eroare |
| DJ-IV-m-B-08465                       | Crucidelemnpictate | sat Nisipuri; comuna Amărăștii de Sus             | În cimitirul satului | 1894 | Încarcă foto \| video | Raportează eroare |
| DJ-IV-m-B-08466                       | Cruce de piatră | sat Ostroveni; comuna Ostroveni                   | În mahalaua Orășani | 1832 | Încarcă foto \| video | Raportează eroare |
| DJ-IV-a-B-08467                       | Cimitir vechi cu cruci de piatră                                                                                           | sat Plenița; comuna Plenița                       | În cimitirul vechi | 1700-1800 | Încarcă foto \| video | Raportează eroare |
| DJ-IV-m-B-08468                       | Două cruci de piatră | sat Plopșor; comuna Sălcuța                       | În curtea bisericii | sec. XIX | Încarcă foto \| video | Raportează eroare |
| DJ-IV-m-B-08469                       | Casa Miloș Obrenovici | sat Poiana Mare; comuna Poiana Mare               | | 1830-1835 |                       | Raportează eroare |
| DJ-IV-m-B-08470                       | Casa poetului Alexandru Macedonski                                                                                         | sat Popeasa; comuna Goiești                       | | 1821 | Încarcă foto \| video | Raportează eroare |
| DJ-IV-a-B-08471                       | 18 cruci de piatră | sat Rast; comuna Rast                             | În curtea bisericii „Sf. Nicolae” | sec. XIX | Încarcă foto \| video | Raportează eroare |
| DJ-IV-a-B-08472                       | Crucile pictate din sat | sat Salcia; comuna Argetoaia                      | În cimitirul satului | | Încarcă foto \| video | Raportează eroare |
| DJ-IV-m-B-08473                       | Casa-conac a pictorului Henri Catargi                                                                                      | sat Scăești; comuna Scăești                       | 44.46512°N 23.55708°E | mijl. sec. XIX | Încarcă foto \| video | Raportează eroare |
| DJ-IV-a-B-08474                       | Două cruci de piatră | sat Șimnicu de Sus; comuna Șimnicu de Sus         | În curtea bisericii „Adormirea Maicii Domnului” | 1870 | Încarcă foto \| video | Raportează eroare |
| DJ-IV-m-B-08475                       | Cruce de piatră | sat Șitoaia; comuna Almăj                         | Pe șoseaua Craiova - Filiași | 1833 | Încarcă foto \| video | Raportează eroare |
| DJ-IV-m-B-08476                       | Troiță de lemn | sat Țuglui; comuna Țuglui                         | În curtea bisericii | sec. XIX | Încarcă foto \| video | Raportează eroare |
| DJ-IV-m-B-08477                       | Cruce de piatră | sat Urzicuța; comuna Urzicuța                     | | 1850 | Încarcă foto \| video | Raportează eroare |